# 香港輕鐵
輕鐵（英語：Light Rail；全稱輕便鐵路，前稱九廣輕鐵，《香港法例》上則稱為西北鐵路）是香港一個位於新界西北運行的輕型鐵路系統，高速的無閉塞輕鐵系統之一，行駛於新界西的屯門區及元朗區，總長度36.15公里，68個車站。輕鐵由九廣鐵路公司擁有，港鐵公司營運，為港鐵一部份；路線圖代表顏色為泥黃色。

## 概要

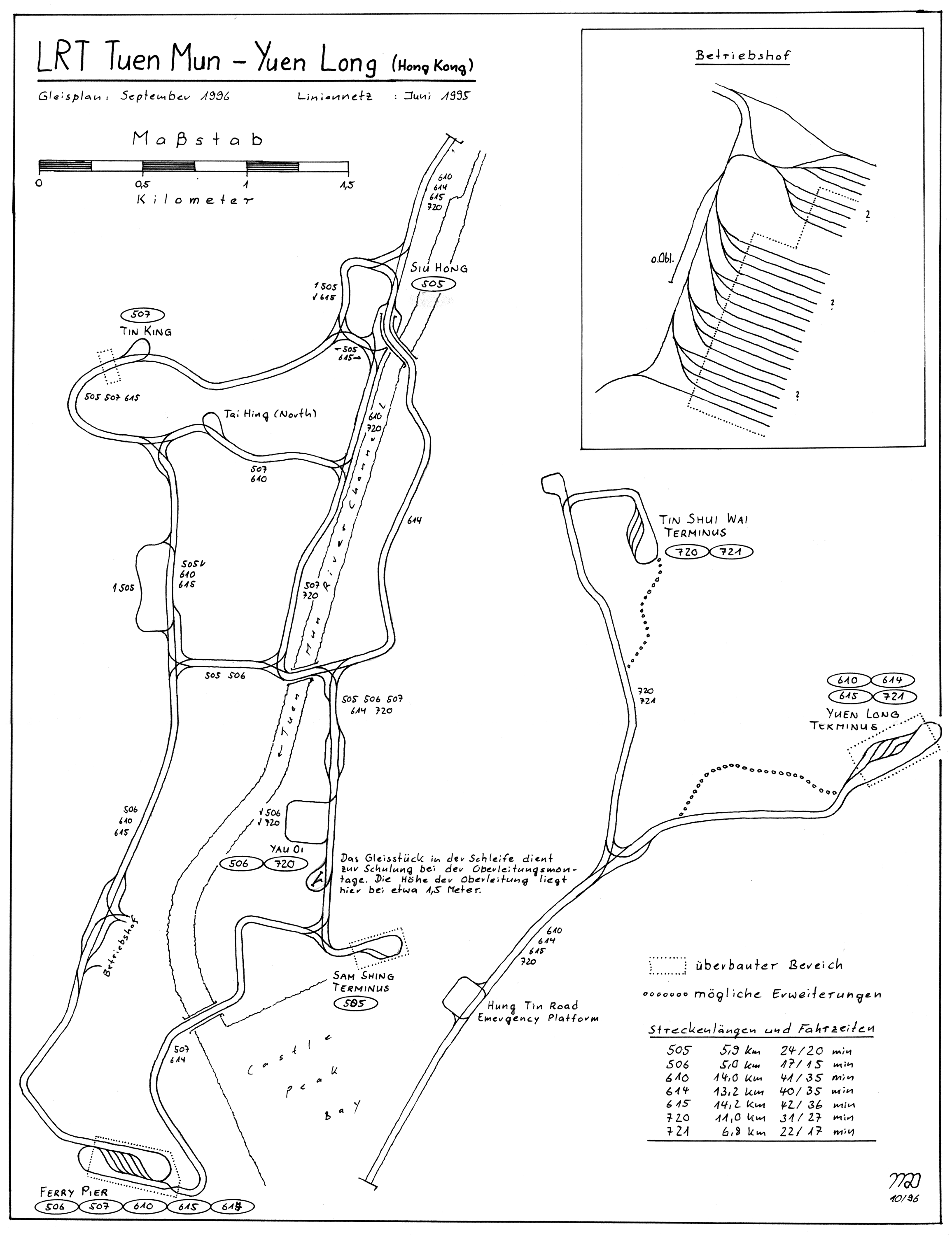
繪於1995年的原輕鐵網絡佈局圖。

輕鐵系統於新界西的屯門區及元朗區之間行走，第一期於1988年9月18日通車；時稱輕便鐵路，英文 Light Rail Transit，簡稱 LRT；後因配合九廣西鐵（兩鐵合併後改稱港鐵西鐵綫，現歸為屯馬綫一部分）興建改稱九廣輕鐵，最後改為現時名稱；經過多次擴展，現總長度36.15公里。服務範圍主要包括屯門、元朗及天水圍3個新市鎮。其中以屯門的路段最多，包括多個路軌的迴圈；元朗方面則有一條依青山公路及一條伸延往天水圍的路軌；天水圍則有2個圍繞的路段。
現時輕鐵系統共有68個車站，當中有4個車站和西鐵綫連接。輕鐵由九廣鐵路公司建造及初期經營，屬九廣鐵路系統；於2007年12月2日兩鐵合併起租予香港鐵路有限公司營運，成為港鐵一部分。輕鐵的代表顏色在兩鐵合併前為橙色，而兩鐵合併後則改為泥黃色以避免跟前地鐵東涌綫混淆。
由於路軌分支多，並非單純直線，輕鐵班次設計成多組路線，方便乘客到達目的地。乘客必須登上正確路線列車方能到達目的地，有時要轉車方能到達，這跟巴士有點相似。輕鐵現時共有13條路綫（包括3條只在繁忙時間行走的路綫），大部分車程都最多只需轉一次車即可完成。
輕鐵每日運作19小時，車隊現有150輛輕鐵列車。輕鐵列車使用標準鐵軌，車廂長20.2米、寬2.65米，日常營運只會串接2節車廂行走，相较于重型鐵路用列车而言在车体尺寸、编组形式和载客量上都要小得多。

## 歷史

### 興建
早於1970年代發展屯門新市鎮的時候，香港政府便已預留空間以興建鐵路，但事實上政府當時還沒有決定交予哪間鐵路公司負責營運。直至1982年，政府邀請擁有香港電車有限公司的九龍倉集團建造及營運鐵路系統。該公司最初表示有興趣興建這條鐵路，並打算以雙層電車、類似香港電車的形式行走，但最終表示因九龍倉集團及香港政府無法在分帳問題上與易地營運協議（原香港電車系統由港島北整個遷到屯門及元朗）達成共識，而決定退出計劃。於是政府邀請當時剛成立的九廣鐵路公司建造此鐵路系統，該公司最終於1984年中，決定接納並研究。最後，九廣鐵路公司批出輕便鐵路第一期系統合約予澳洲禮頓-MTA聯合財團，輕便鐵路系統便於1985年7月14日批出合約。
當時屯門區及元朗區已有巴士網絡，當中約有8條路線跟計劃中的鐵路網絡重疊。可是政府引入「輕鐵專區」概念，最終迫使原來的營運商九龍巴士放棄經營屯門區及元朗區的區內巴士路線，包括：
- 55：元朗東 ⇄ 流浮山[d]
- 56：元朗西 ⇄ 大棠[e]
- 59：友愛南 ⇄ 大興[f]
- 59B：屯門碼頭 ⇄ 兆康苑[g]
- 61：屯門市中心 ⇄ 元朗西[h]
- 61A：屯門碼頭 ⇄ 元朗東[i]
- 62：兆康苑 ⇄ 青山灣[j]
- 63：友愛南 ⇄ 元朗東[k]

以換取讓九巴開辦來往屯門及天水圍至旺角、佐敦、尖沙咀、紅磡的多條巴士線（58X、59X、63X、66X、67X、69X）。此外，政府亦同時引入措施，分別限制九巴在專營範圍內的上落客，及批准九鐵公司營運可收費的接駁巴士（即現時的港鐵巴士），於區內接載乘客前往輕鐵車站，用以取代九巴及專線小巴的原有路線，從而在財政上支持輕便鐵路的營運。在輕鐵專區生效之前，為保障巴士不與前地下鐵路造成直接競爭，由新界西開往市區的巴士線，有「南不過深水埗」的規定。
於1987年9月6日，九巴59B線正式交由九廣鐵路輕鐵巴士部接辦，而該線所有九巴車長亦同時轉為輕鐵員工，繼續駕駛59B路線。另外，以下服務屯門區專線小巴路線亦因輕鐵專區而被政府勒令停駛，包括：
- 44：屯門市中心 ⇄ 龍鼓灘[l]
- 45：安定邨 ⇄ 山景[m]
- 46：安定邨 ⇄ 4B區（即井財街）

輕鐵原本訂於1988年8月8日通車，但由於在同年3月至7月25日期間輕鐵試車時，發生18宗有人傷亡的交通意外，涉及途人及道路上的其他交通工具，被政府下令禁止試車，輕鐵亦趕不上在8月8日通車。因此押後至1988年9月18日（農曆8月8日）通車。

### 通車初期
輕鐵系統（第1期）於1988年9月18日正式通車，通車時政府所制定有關於輕鐵專區的法例亦正式生效。通車初期的多數路段均於屯門區，只有一條路段沿青山公路通往元朗。路線方面，只有3條路線於屯門區內行走，3條路線分別是：前往東南部的安定邨；前往西南部的屯門碼頭；以及途經青山公路前往東北部的元朗。路線覆蓋部份公共屋邨及私人屋苑。而九鐵亦購置70輛列車，再於1991年增購30輛（其中10輛沒有駕駛室，只可被前方有駕駛室的列車拖著走動，故又稱拖卡），而再於1997年增購20輛（詳見「使用車輛」一節）。1993年6月1日，由於受到當地區議會的壓力，在九鐵的同意下，政府取消部份限制，容許來往屯門至市區及元朗至市區的巴士路線自由上落乘客及增設分段收費，輕鐵及區內巴士路線開始有限度的競爭，但儘管如此，九鐵在新界西專營權依然生效，由於此舉是違反了當初訂立的專營條款，九鐵有權向政府就開放巴士上落而造成的損失，要求賠償，不過九鐵表示盡可能不向政府索償。輕鐵專區的條款已在2006年10月完全終止（其原因乃由於九巴和城巴已於1988至2003年期間開設多條通往香港島和九龍區巴士線，但兩巴均無意增設區內路線）。

### 擴展／重大改進計劃

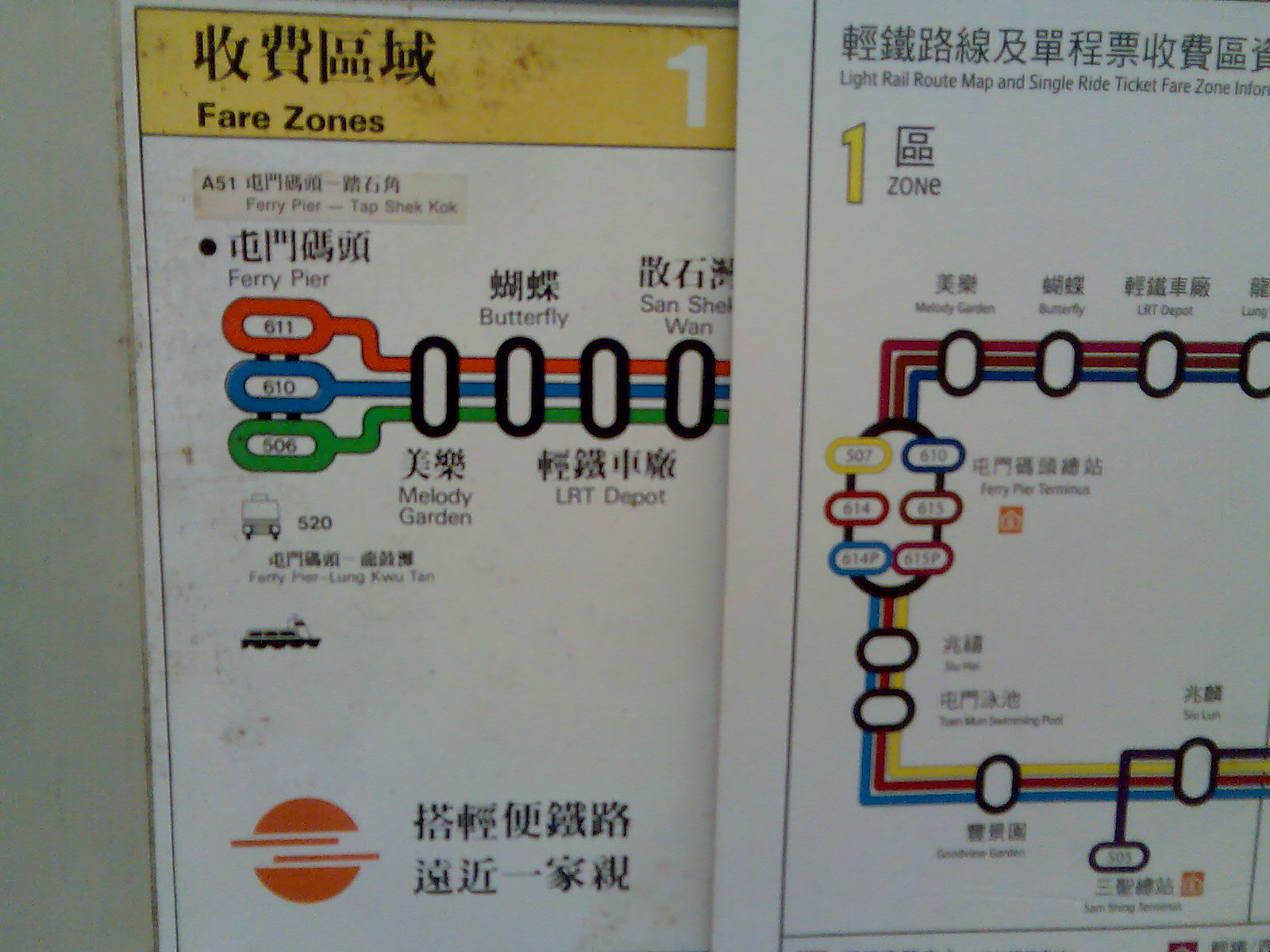
左面為舊版路線圖（部份）；左下角可見橙色舊標誌及通車時使用的名稱「輕便鐵路」

#### 屯門支線（第二期發展路線）
輕鐵系統的第一次伸延支線位於屯門東北部及南部。令輕鐵服務更多居民。這是1986年香港輕鐵系統擴展研究發表報告後，首批落實的支線。
- 3段支線分別連接：（屯門碼頭至友愛）、（友愛至三聖）及（市中心至屯門東北）。
- 興建的支線共有3段，總長5公里，共設有9個車站及1個總站。
- 3段支線於1989年11月動工，1992年2月全線通車。

屯門碼頭至安定
- 連接屯門碼頭至安定邨，建於新填海的老鼠洲之上。
- 設有4個車站（兆禧、屯門泳池、豐景園及兆麟）。

安定至三聖
- 連接鄰近青山灣的三聖邨。
- 設有1個總站（三聖站）。

市中心至屯門東北
- 從兆康伸延，經橫跨屯門河高架橋，沿青山公路向南前進，最終再經過一條高架橋，接回位於屯門市中心北面路軌。
- 設有5個車站（杯渡、何福堂、新墟、景峰及鳳地）。

1992年2月2日第二期所有新支線通車後，共有3條輕鐵路線需要重新安排：
- 505線延長至三聖。
- 506線改以友愛為終點站。
- 507線延長至屯門碼頭。
- 開設新路線614線，來往屯門碼頭至元朗（途經屯門南部及屯門東北新支線路段並取代611線）。
- 接駁巴士559線取消。

#### 天水圍支線（第三期發展路線）
第2次的興建支線則位於天水圍新市鎮。天水圍本來只是一片漁塘，但於1980年代起開發為新市鎮。由於人口增長，加上長江實業在天水圍發展大型私人屋苑嘉湖山莊，對交通需求亦隨之增加。九廣輕鐵決定於青山公路主線塘坊村站附近的灰沙圍，興建一條新支線通往天水圍。
- 興建路線為1986年輕鐵系統擴展報告中建議的天水圍第一段及第二段。
- 全長2.1公里。
- 共有4個車站（坑尾村站、天耀站、樂湖站及天瑞站），連接區內主要屋苑。
- 天水圍支線於1989年11月5日動工，1993年1月10日通車。

除此之外，分別有2條新路線投入服務，包括來往元朗總站（721線，來往天瑞至元朗總站），及來往屯門的722線（天瑞至兆康，後來與612重組成720線）。
隨後天水圍迅速發展，輕鐵進一步拓展天水圍支線。
- 在天水圍東北面市中心，加建一條全長約800公尺路軌。
- 興建路線
- 增設2個車站（翠湖站及天水圍總站即現天榮站）

#### 天水圍支線（第四期發展路線）及轉車站配合西鐵通車
這次是輕鐵第三次擴展系統，同樣位於天水圍新市鎮。並與「天水圍預留區支線」同時動工興建。
天水圍第四期支線是擴展在第3期發展路線中尚未提供輕鐵服務的地區興建新支線。
- 興建路線為1986年輕鐵系統擴展報告中建議的天水圍第四段。
- 全長1.7公里。
- 主要定線在天城路及天福路，連接天榮站及與天耀路交匯。
- 共有3個車站（銀座站、天湖站及天慈站）及1個西鐵交匯站（天水圍站），連接區內的主要屋苑。
- 而天城路及天福路之交匯處為架空路軌，其餘支線及車站皆建於地面。

#### 天水圍預留區支線
在1990年代，天水圍的發展一向都在天華路以南。到了接近2000年，便向天華路以北繼續擴展，在建設的同時，同樣地亦預留了位置給予輕鐵系統的未來發展。2000年以後，天華路以北主要屋邨亦相繼竣工並有市民入住。隨著北部居民人口大幅增長。輕鐵決定在預留空間興建一條新支線。
- 全長2.7公里。
- 共有6個車站（頌富站、天富站、站、濕地公園站、天秀站及天悅站）及1個總站（天逸站）。
- 其中天華路及天瑞路交匯處一段為架空路軌及一個架空車站。（頌富站）

天水圍第四期支線及天水圍預留區支線同時在西鐵通車前（2003年12月7日）通車。通車當天輕鐵路線隨即重組及改走新支線路段。
- 720線改為751線，不經天耀至天瑞站，改經天水圍、翠湖、頌富等站，以天逸為天水圍端總站。
- 721線改為761線，並延長至頌富、濕地公園、天悅等站，以天榮為天水圍端總站。在繁忙時間亦加開短途線761P來往元朗及天逸。
- 2003年12月16日，加開新路線701線天水圍南循環綫，從天水圍站出發，以單向途經天慈、天榮、翠湖、天耀等站，最後返回天水圍站。
- 2004年4月9日，加開新路線706天水圍循環線，以701線的相反方向行走，不同的是706線服務範圍擴展至天水圍北。
- 2004年8月22日，加開新路線705天水圍循環線，取代701線，服務範圍擴展至天水圍北並不經翠湖站。並加開短途線751P線，在繁忙時間來往天逸及天水圍站。
- 2006年10月8日，加強761P線為全日服務，取代761線。
- 2010年8月23日，761P綫的特別班次取消，761P正式由天榮縮短至天逸為總站。

#### 架空路軌工程
- 九廣輕鐵架空路軌工程

### 退居轉車地位
對於屯門及元朗的居民而言，輕鐵系統一直也是重要的交通工具。直至西鐵綫（當時稱為西鐵）於2003年12月20日通車後，其地位才有所變動。九鐵公司把輕鐵重新定位，使之成為於區內接駁西鐵的交通工具。是次變動不單把路線重組，亦於天水圍新市鎮內再新增兩段支線及11個車站，使天水圍的輕鐵網絡形成兩個環，自成一國。雖然這次變動相當大，可是九鐵公司以未符合成本效益為理由，沒有添置新車卡，使輕鐵車隊在繁忙時間「應接不暇」，受到居民指摘。而不少其他地區的車廂都被調往天水圍應付需求，有拖卡的列車減少，車廂更見供不應求及擠迫。

### 兩鐵合併

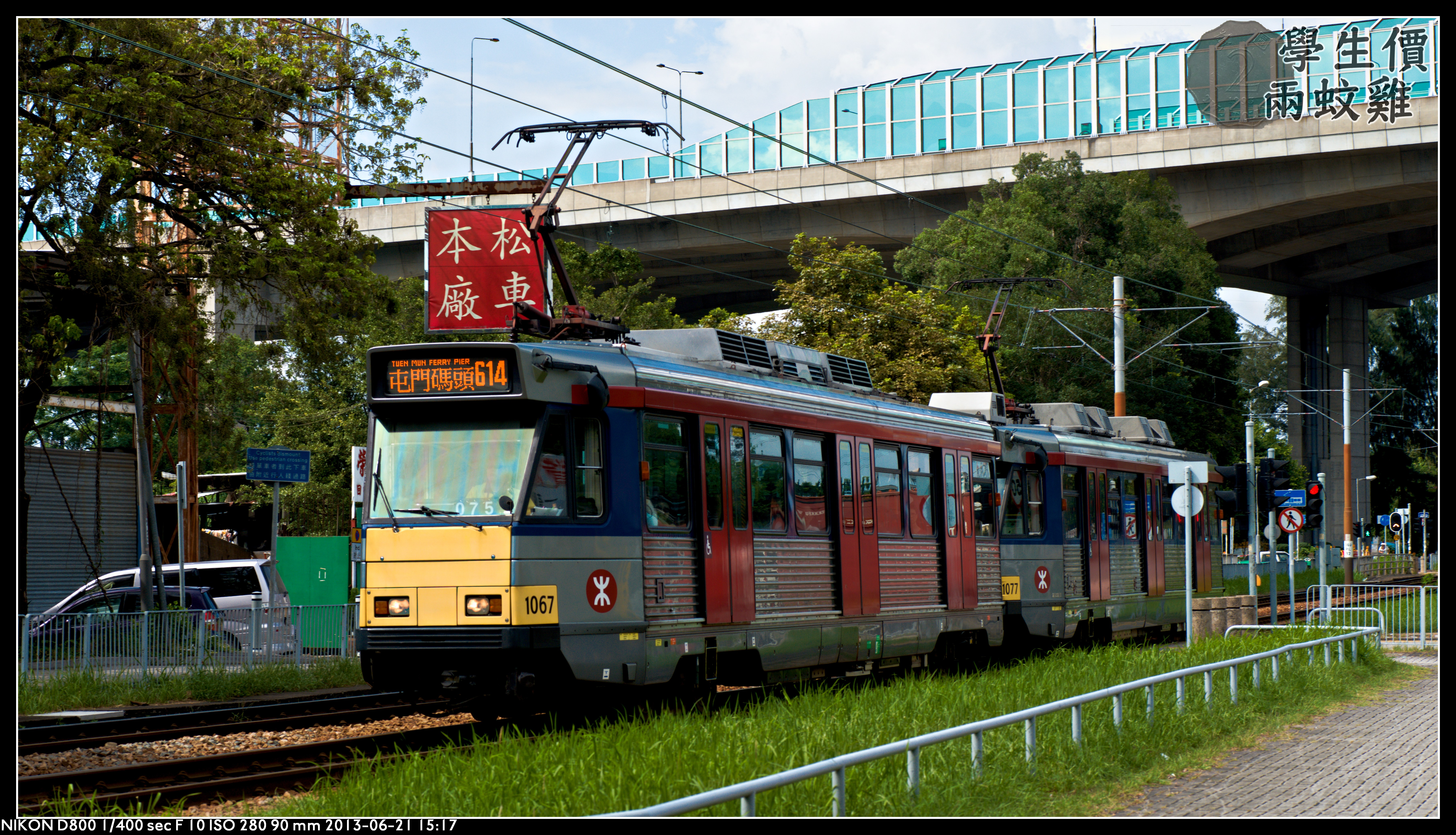
614線輕鐵（2013年）

2007年12月2日，九廣鐵路與香港地鐵合併為香港鐵路有限公司。輕鐵所受的影響相對輕微，只有車站及車廂標誌被更換，至於車費、轉乘規則等暫時都維持不變，而附例則轉為《香港鐵路（西北鐵路）附例》（Mass Transit Railway (Northwest Railway) By-Laws）。雖然合併帶來鐵路車費減免，但輕鐵系統並不包括在內，因而在區內受到居民指責，而2008年9月28日開始提供的學生乘車優惠則例外。

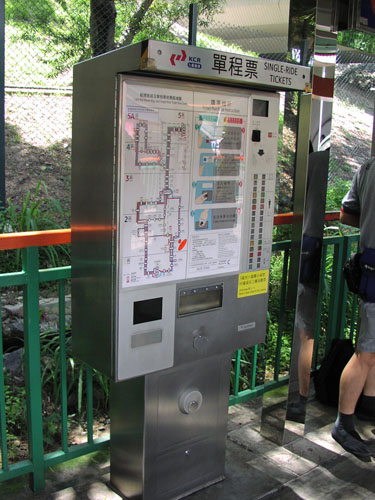
兩鐵合併前第1期輕鐵月台的售票機，2016年4月起全面停用。
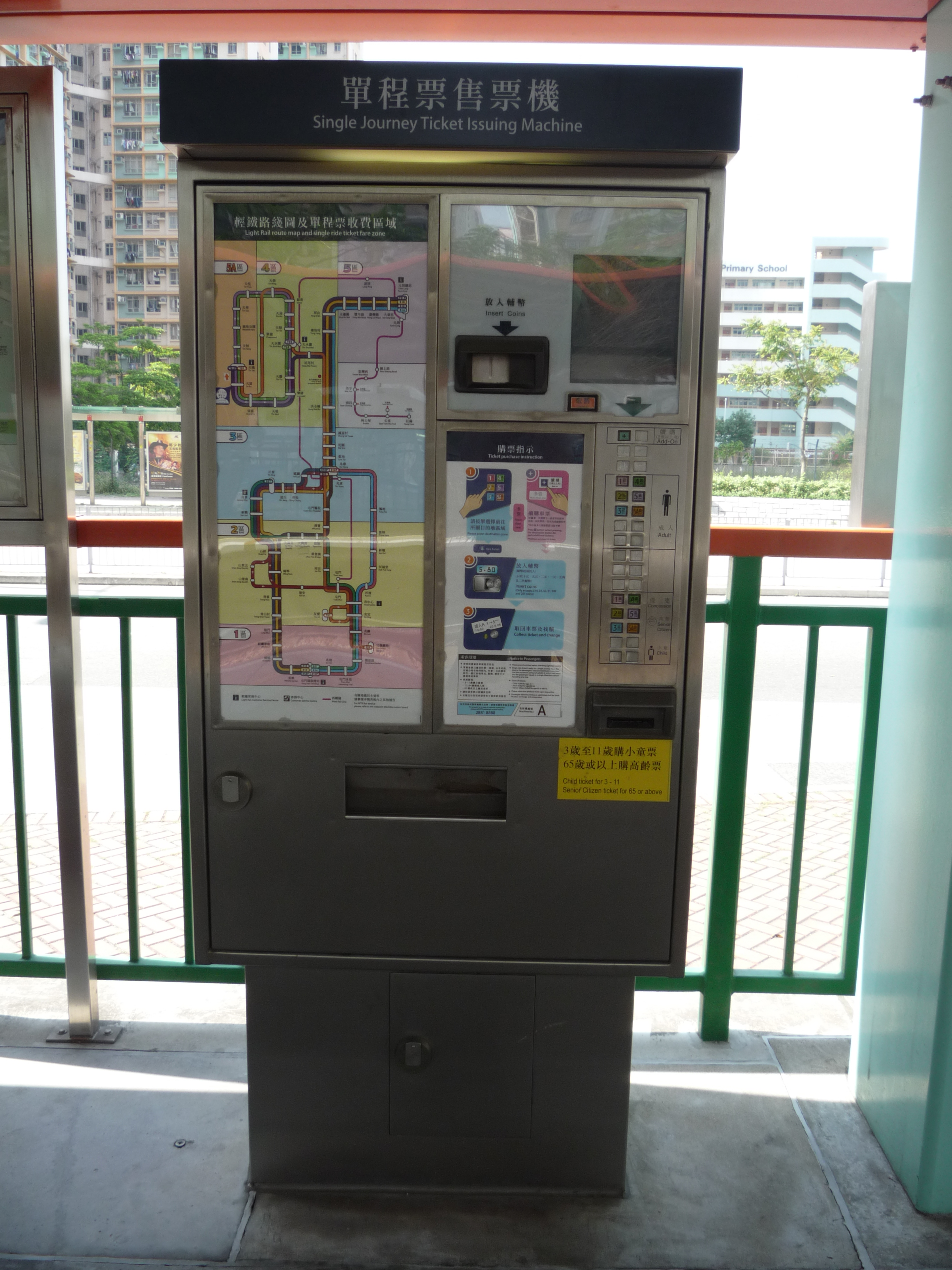
兩鐵合併後輕鐵月台的售票機，此機在1991年引入，2016年4月起全面停用。
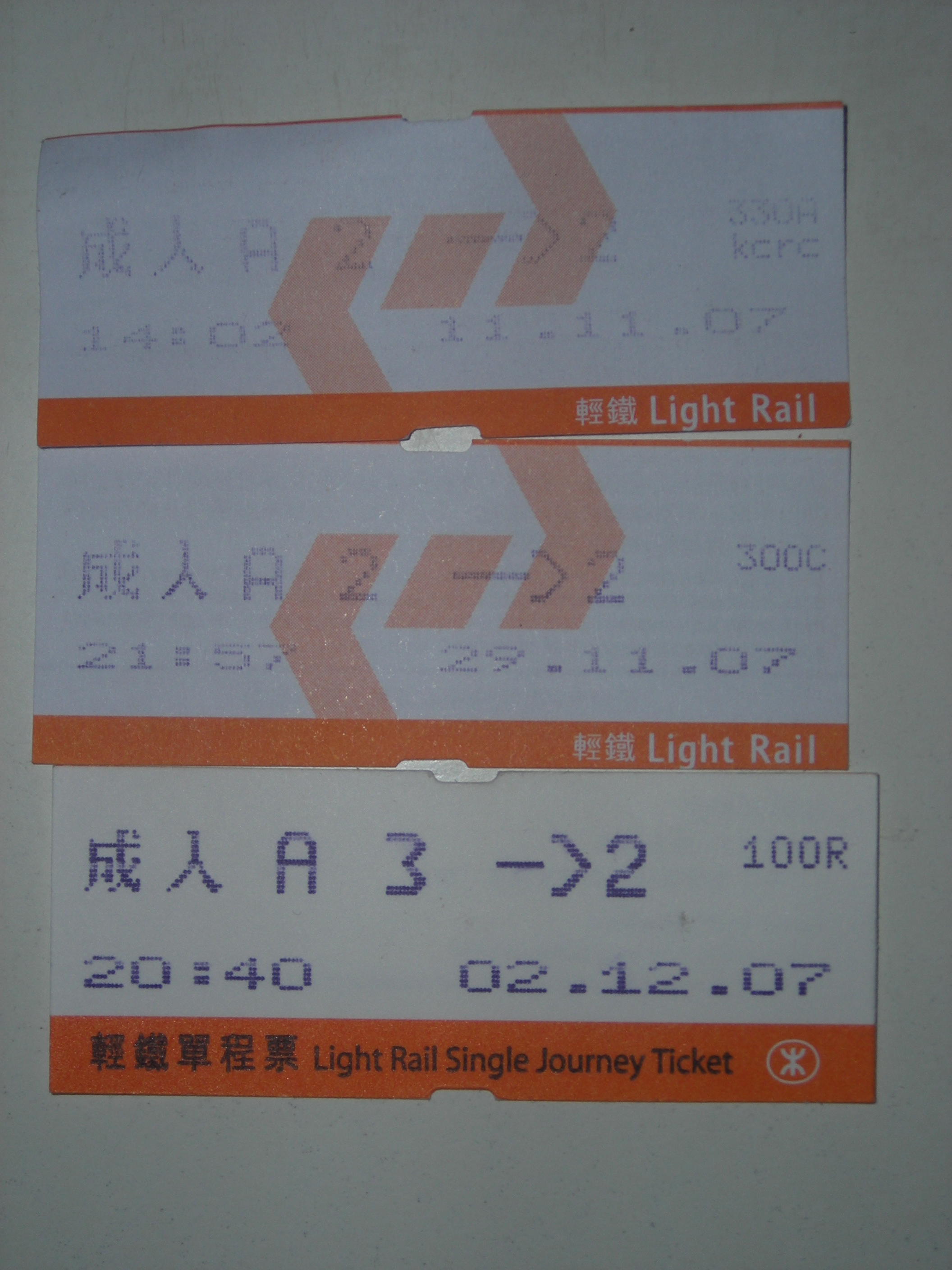
輕鐵單程車票，上面印有出發及目的地收費區別、票等、售票日期與時間等資料 （上面兩張為合併前九鐵版本，下面一張為合併後港鐵版本）
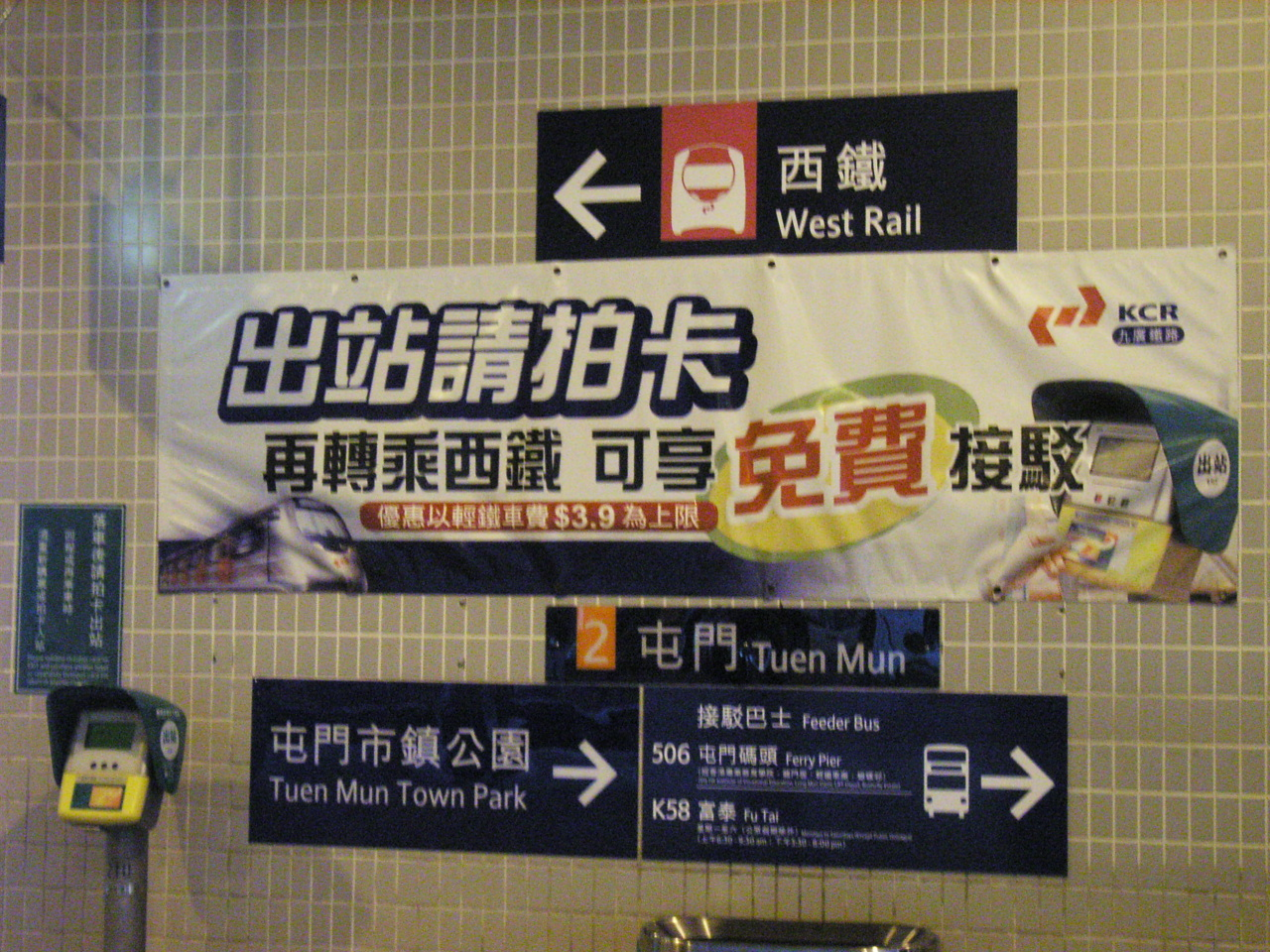
用八達通乘搭九廣輕鐵的轉乘優惠廣告

### 年表
- 1985年7月14日：動工。

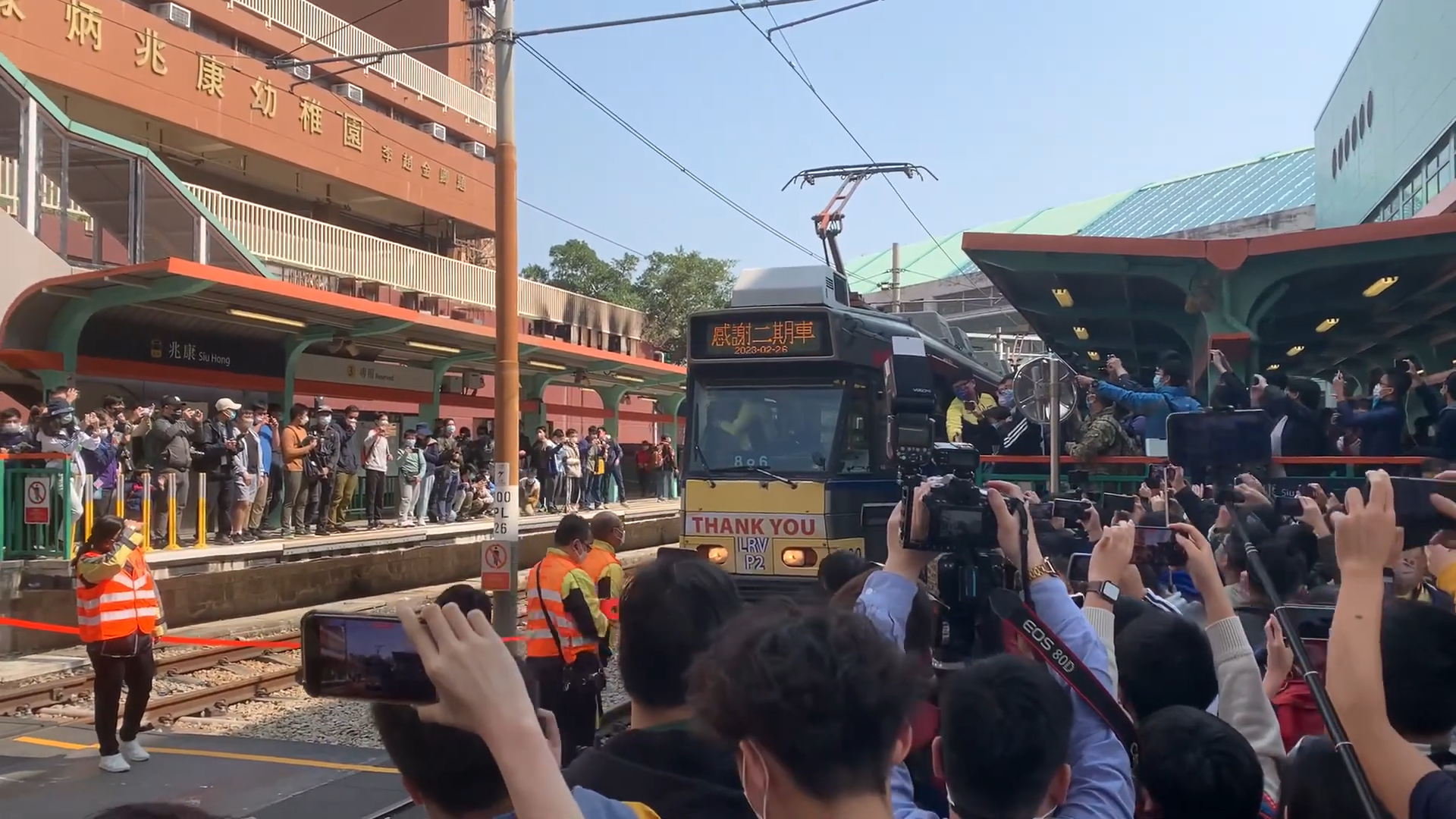
2023年2月26日早上11時，輕鐵第二期列車駛離兆康站，完成告別儀式，吸引逾千名鐵路迷及市民舉起手機拍照留念

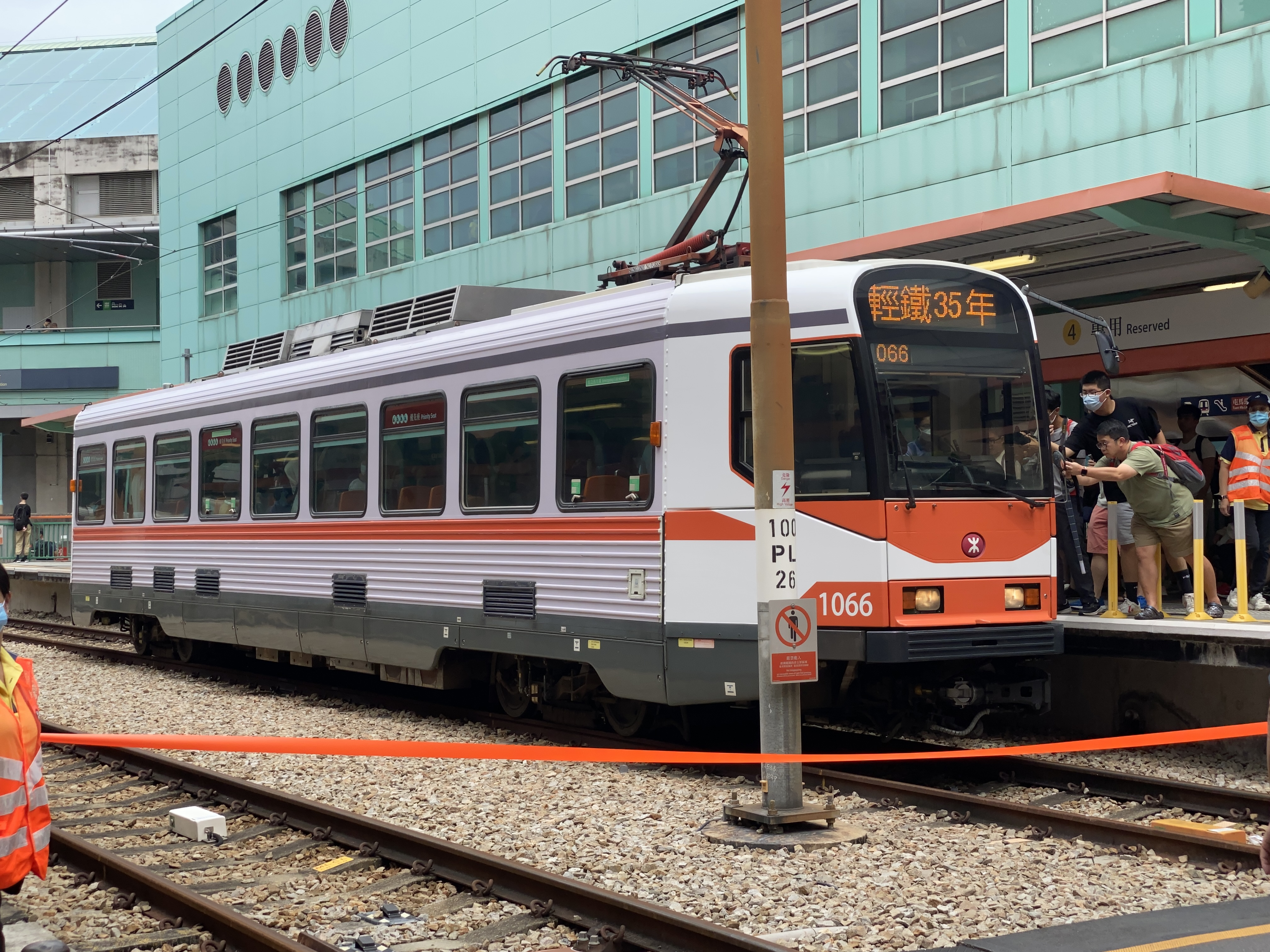
2023年8月20日，港鐵為慶祝輕鐵35週年，推出兩部「35周年復刻主題輕鐵」

- 1988年9月18日：九廣輕鐵第一期通車，同時所有輕鐵第一期列車投入服務。
- 1989年11月5日：天水圍支線開工。
- 1991年11月17日：九廣輕鐵兆麟站至屯門碼頭站通車。
- 1992年2月2日：九廣輕鐵第二期通車，同時所有輕鐵第二期列車投入服務。
- 1993年1月10日：天水圍支線通車。
- 1997年9月：所有輕鐵第三期列車投入服務。
- 2003年8月1日：新發站改名屯門站。
- 2003年8月30日：屯門站改用高架月台。
- 2003年12月7日：天水圍第四期支線通車。
- 2003年12月20日：九廣西鐵通車，屯門站、兆康站、天水圍站及元朗站皆成為轉車站。
- 2007年12月2日：兩鐵合併，九廣輕鐵改名輕鐵。
- 2009年12月14日：輕鐵第四期列車開始投入服務。
- 2020年11月17日：輕鐵第五期列車開始投入服務。
- 2023年2月26日：輕鐵第二期列車正式全數退役。

乘客可以透過iOS或Android應用程式「MTR Mobile」或使用經「data.gov.hk」授權的應用程式查閱輕鐵、東涌綫、機場快綫、南港島綫、屯馬綫、東鐵綫、將軍澳綫、觀塘綫、荃灣綫及港島綫未來四班抵站列車的到達時間，亦可以在港鐵網站查閱詳細時間表。

## 特色

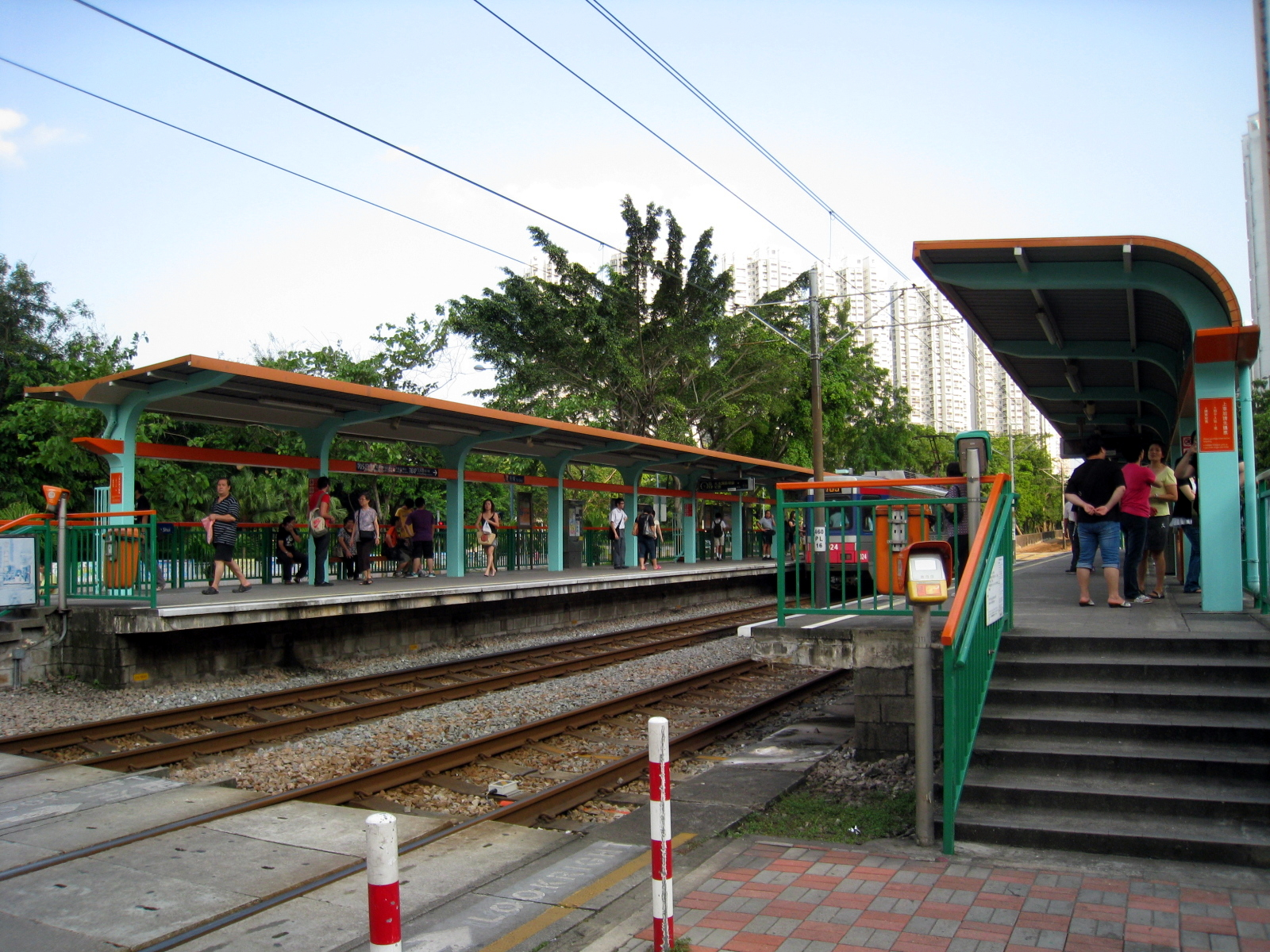
輕鐵典型的開放式月台。圖為天瑞站。

輕鐵的最為人所知的特色是車站的開放式月台設計及分區收費，前者與港島區電車系統相似，後者是全香港獨有。
有別於設有出入閘機的各個鐵路車站，輕鐵的車站不設閘機，大部分都只有月台，乘客可自由進出（付費方法請閱「收費方法」一節）。由於月台採用開放式設計，實際上乘客不用購買車票或確認八達通也可以上車。不過在未持有效車票的情況下乘搭輕鐵是違反港鐵附例，為了防止乘客乘搭「霸王車」（即未持有效車票而乘車，又稱逃票），港鐵會隨機在各車站或列車車廂派出查票員，檢查乘客是否持有有效車票。乘客需要出示有效車票（例如但不限於單程車票、八達通或港鐵認可的車票）以供查閱（但實際上，客運助理亦會向在月台行經的人查票）。此外，乘客乘搭輕鐵，其實是不能夠自由搭乘路線的，只可作單一方向乘車，不可用作回程或在重覆車站使用（包括所有循環路線及同一收費區），單程票更只可於所選收費區內完成車程，不得跨區乘車（原因請閱下文）。
2003年九鐵公司全數前線員工更換新制服之前，查票員的制服是藍色的，正因制服的顏色又與卡通人物藍精靈相似，所以當年很多屯門和元朗區的小朋友及鐵路愛好者均稱他們為「藍精靈」（及後全線九廣鐵路前線客務職員更換新款淺藍色主調制服後，也被稱為「藍精靈」）。
輕鐵系統於通車時被劃分為5個收費區（2003年路線擴張後增加至6個，位於天水圍北的5A收費區），成為全香港首個引入分區收費概念的鐵路系統。單程車費以起點及終點經過多少個收費區來計算，而1997年前，輕鐵的4款月票也是以收費區來分類。

### 優先過路權
輕鐵的另一特色是優先過路權，顧名思義，即輕鐵擁有較其他道路車輛和行人高的優先權。當一列輕鐵列車駛至距離平交道或由交通燈號控制的路口約100米處時，列車會發出訊號予鋪設於路軌上的接收器，接收器會再傳送訊號至控制該組燈號的電腦系統，接著各燈號便會互相配合，讓輕鐵列車優先通行。
雖然設立優先過路權的愿意是因為要加快列車行進速度，減省行車時間，但在一些繁忙的路口，卻常使其他道路使用者或行人久等才能通過路口。這令一些繁忙路段（如青山公路－元朗段、屏廈路近天福路、天頌苑通道、天耀路近樂湖居）的路面交通擠塞情況不斷惡化。
早期輕鐵列車有「絕對優先權」，意即不論何時有輕鐵列車到達路口，交通燈號皆會轉換成讓輕鐵駛過。但此舉對其他路面交通影響甚大，當地居民十分不滿，後來才將優先權降低。

### 車站改名
香港輕鐵的一些車站已因周邊環境的變遷或是其他原因而更名，例如龍門站（前名為紅樓站、散石灣站）、青雲站（前名為龍門站，工業學院站）、輕鐵車廠站（前名為白角站）、 大棠路站（前名為大棠道站）、豐年路站（前名為大會堂站）、屯門站（前名為新發站）。

## 營運

### 收費區間
輕鐵按照站點分佈，分為6個收費區，分別為第1、2、3、4、5、5A區。
- 第1收費區，主要為屯門以南區域，可視為屯門南區，也是輕鐵覆蓋範圍最南邊的收費區間。 [12]其一共有2個終點站以及8個中途站。
- 第2收費區，主要為屯門皇珠路以北、青田路以南區域。 [12]其一共有1個終點站以及20個中途站，其中屯門站可與屯馬綫交匯換乘。
- 第3收費區，主要為屯門青田路以北、元朗田廈路以西的區域，可視為屯門北區。 [12]其一共有2個終點站，9個中途站，其中1個車站與屯馬綫交匯換乘。
- 第4收費區，位於元朗的田廈路以東、朗天路以西、天水圍天華路以南之間的區域，可視為天水圍南區。 [12]其一共有1個終點站（天水圍站）以及12個中途站，其中天水圍站可與屯馬綫交匯換乘。
- 第5收費區，位於元朗的朗天路以東的區域，可視為元朗區，也是輕鐵覆蓋範圍最東邊以及車站最少的收費區間。 [12]其一共有1個終點站（元朗站），4個中途站，其中元朗站可與屯馬綫交匯換乘。
- 第5A收費區，位於天水圍天華路以北的區域，為天水圍北。 [12]於2003年12月7日啟用，是輕鐵最新啟用及輕鐵覆蓋範圍最北邊的收費區間，與第5收費區收費水平看齊，由第5收費區前往本收費區將計作三個收費區收算（5、4、5A）。其一共有1個終點站，6個中途站，所有車站均設於天水圍預留區支線。

| 自\前往 | 第1區     | 第2區     | 第3區     | 第4區     | 第5區     | 第5A區    |
| ------- | --------- | --------- | --------- | --------- | --------- | --------- |
| 第1區   | $5.5 $3.0 | $5.5 $3.0 | $6.5 $3.5 | $8.0 $4.0 | $8.0 $4.0 | $8.0 $4.0 |
| 第2區   | $5.5 $3.0 | $5.5 $3.0 | $5.5 $3.0 | $6.5 $3.5 | $8.0 $4.0 | $8.0 $4.0 |
| 第3區   | $6.5 $3.5 | $5.5 $3.0 | $5.5 $3.0 | $5.5 $3.0 | $6.5 $3.5 | $6.5 $3.5 |
| 第4區   | $8.0 $4.0 | $6.5 $3.5 | $5.5 $3.0 | $5.5 $3.0 | $5.5 $3.0 | $5.5 $3.0 |
| 第5區   | $8.0 $4.0 | $8.0 $4.0 | $6.5 $3.5 | $5.5 $3.0 | $5.5 $3.0 | $6.5 $3.5 |
| 第5A區  | $8.0 $4.0 | $8.0 $4.0 | $6.5 $3.5 | $5.5 $3.0 | $6.5 $3.5 | $5.5 $3.0 |

| 車站數目（包括出發站） | 成人 | 小童／學生 | 長者／殘疾人士 「樂悠咭」（60-64歲） |
| ---------------------- | ---- | ---------- | ------------------------------------ |
| 1-3                    | $5.1 | $2.2       | $2.0                                 |
| 4-6                    | $5.3 | $2.2       | $2.0                                 |
| 7-12                   | $5.4 | $2.6       | $2.0                                 |
| 13-15                  | $6.1 | $3.0       | $2.0                                 |
| 16-18                  | $6.5 | $3.3       | $2.0                                 |
| 17-21                  | $7.4 | $3.3       | $2.0                                 |
| 22或以上               | $7.7 | $3.8       | $2.0                                 |

### 收費方法

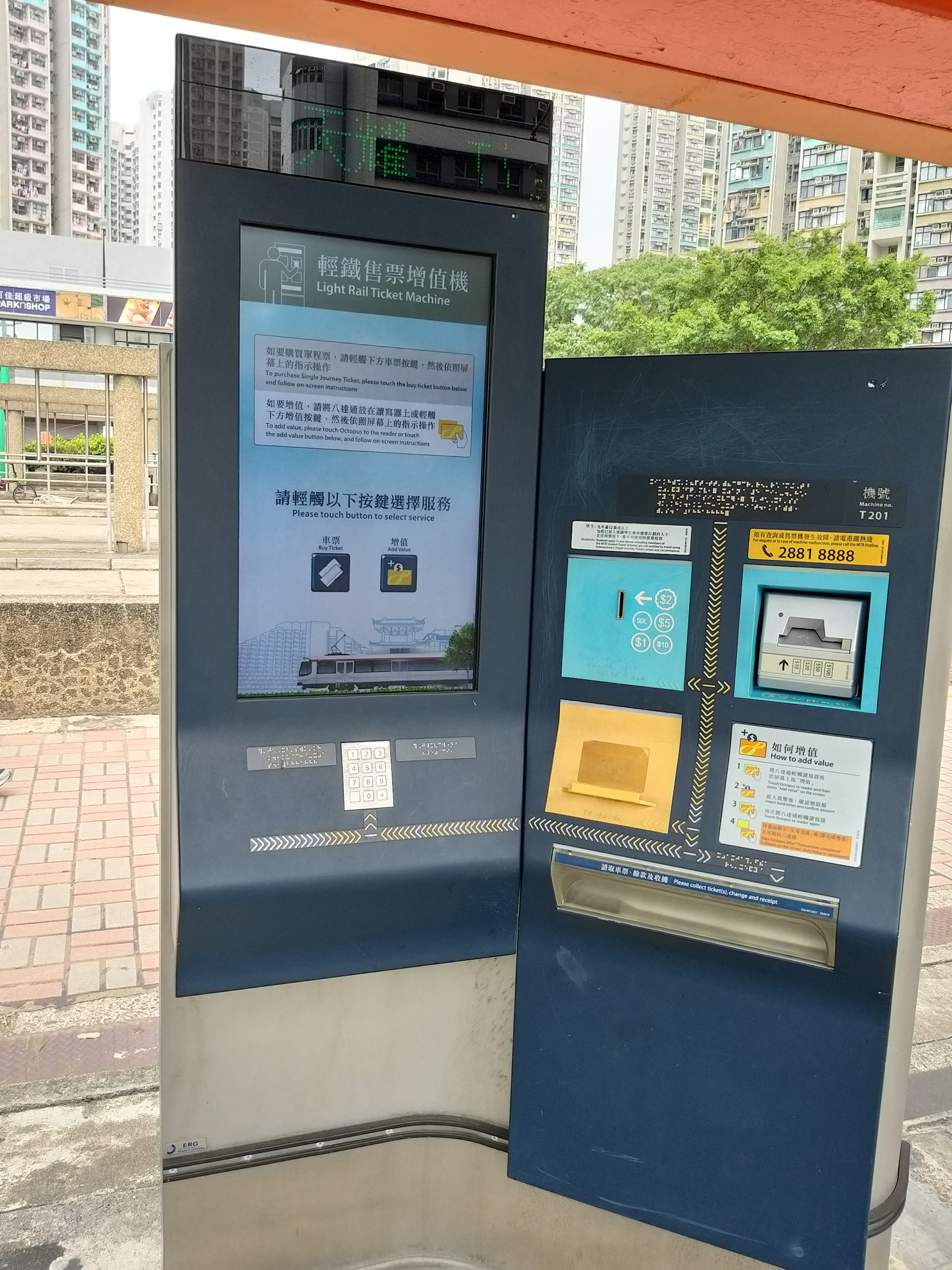
2014年第四季起，推出全新輕鐵售票機。除了可買單程票，亦可為八達通增值

輕鐵是全香港唯一採用開放式收費（又稱信用乘車方式）的鐵路系統，月台上不設閘機。乘客只需在乘車前在月台購買單程票或確認八達通（包括全月通2（屯門－南昌）、全月通3（屯門－紅磡）或機場快綫旅遊票）／智能車票（即遊客全日通、遊客過境旅遊票或港鐵認可之指定車票）便可登車（使用八達通／智能車票的乘客要在完成車程後再進行出站確認）。輕鐵派出客運助理（查票員）負責隨機在各車站或列車車廂內檢查乘客車票（實際上在月台行經的人亦可被查票），查票程序一般會比港鐵或機場快綫嚴謹得多；如乘客未能出示有效車票或已確認的八達通，或者已確定其車票已用作回程或在重覆車站使用（包括乘搭循環綫時），將會被徵收附加費HK$370，甚至可能遭受檢控。
乘客使用同一張八達通從屯馬綫轉乘輕鐵或從輕鐵轉乘屯馬綫，只要輕鐵部分的成人車費不超過12個車站(包括起點站)（特惠適用的免費車程與成人相同），即可豁免輕鐵車費；但如輕鐵部分的成人車費超過12個車站，或在同一個屯馬綫車站出入閘，這項轉乘優惠便會自動失效。
3至11歲的小童、65歲或以上的長者、以及合資格學生／殘疾人士均可享有特惠車費，大約為成人車費的一半（長者／殘疾人士可享用2元優惠價）。3歲以下的小童可免費乘車。
單程票的收費以上車站與落車站之間所覆蓋收費區數目計算，成人收費由5.5元至8.0元不等。而八達通的收費則以上車站與落車站之間最短車程的車站數目計算，成人收費由5.1元至7.7元不等。
當查票職員使用讀卡器查驗乘客車票或八達通時，乘客可向查票職員索取「車票/八達通卡資料讀查報告」而毋須提供個人資料，此舉可避免聲稱的讀卡器讀取車票時卡內金額不會被扣減或被更改乘車資料的爭議，同時亦可要求在報告中記錄當時負責查票職員的全名及職員編號。（詳情可向港鐵公司查詢）

#### 八達通

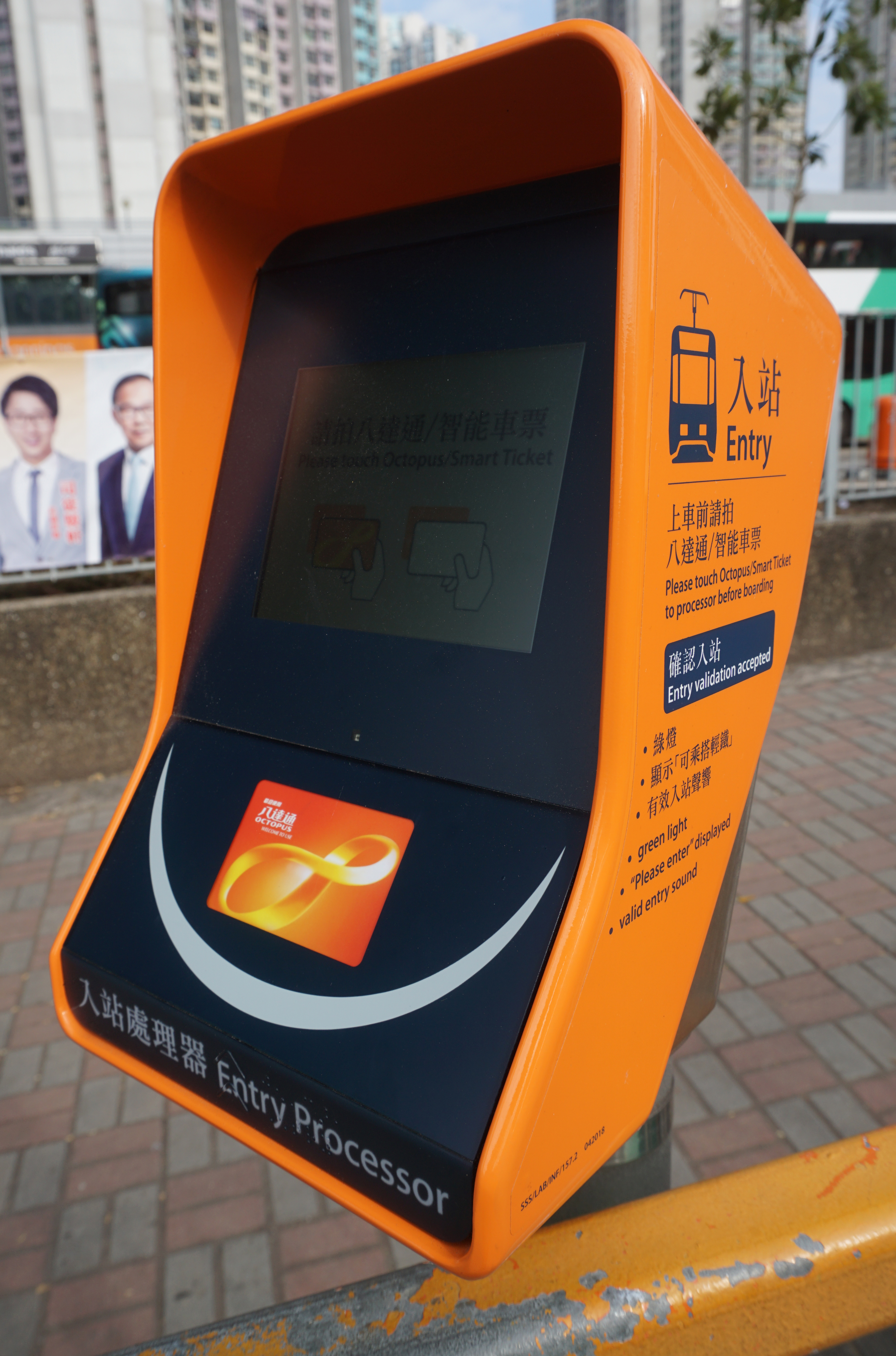
車站設有新款輕鐵入站收費器，此機使用LCD顯示，同時支援智能車票
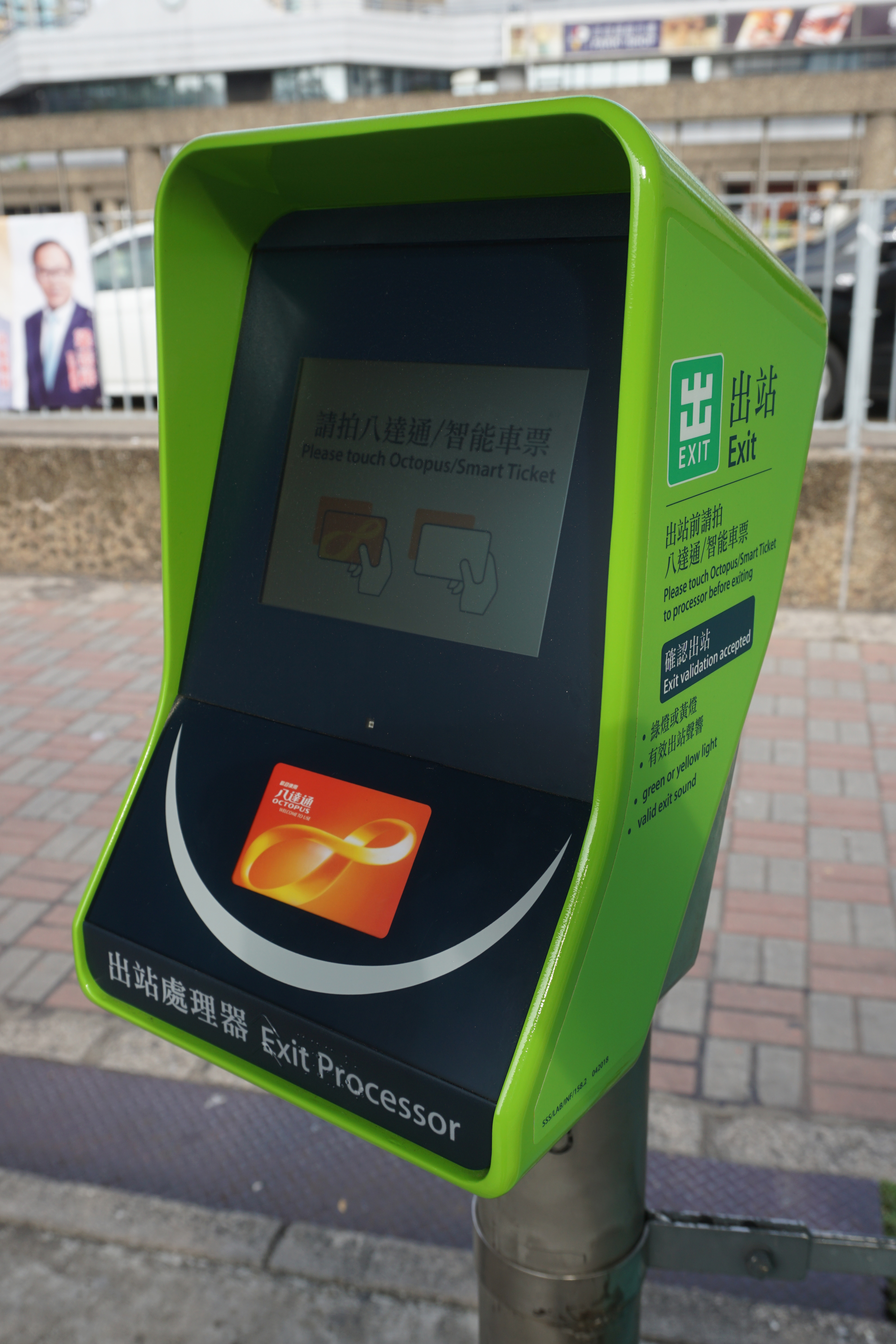
車站設有新款輕鐵出站收費器，此機使用LCD顯示，同時支援智能車票
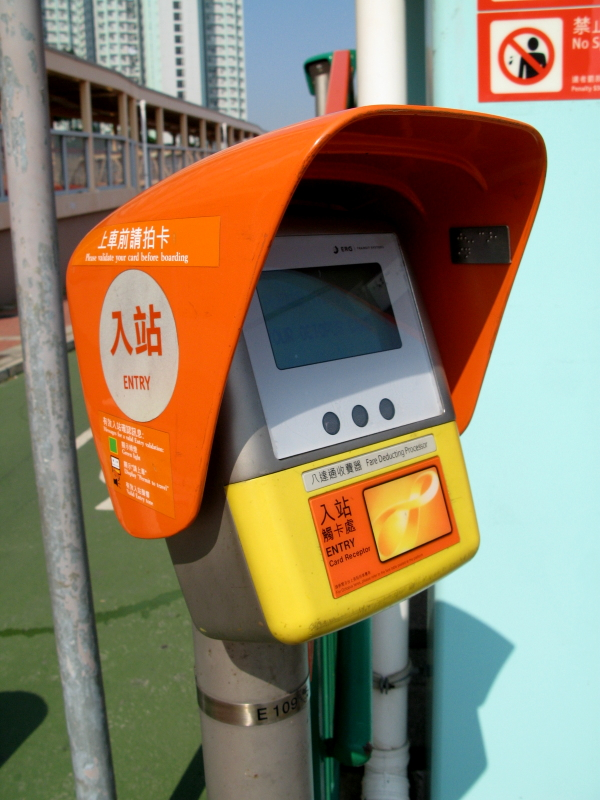
輕鐵舊款入站收費器，此機不支援智能車票（已全面停用）
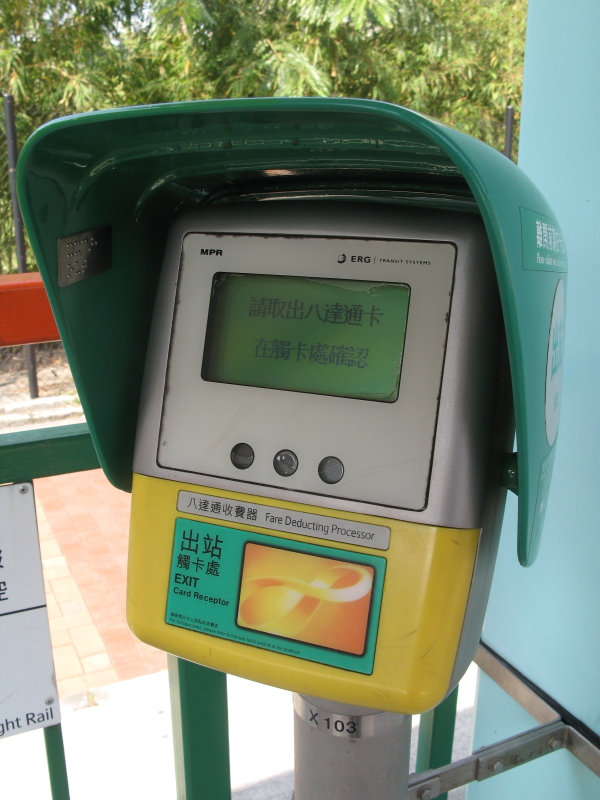
輕鐵舊款出站收費器，此機不支援智能車票（已全面停用）
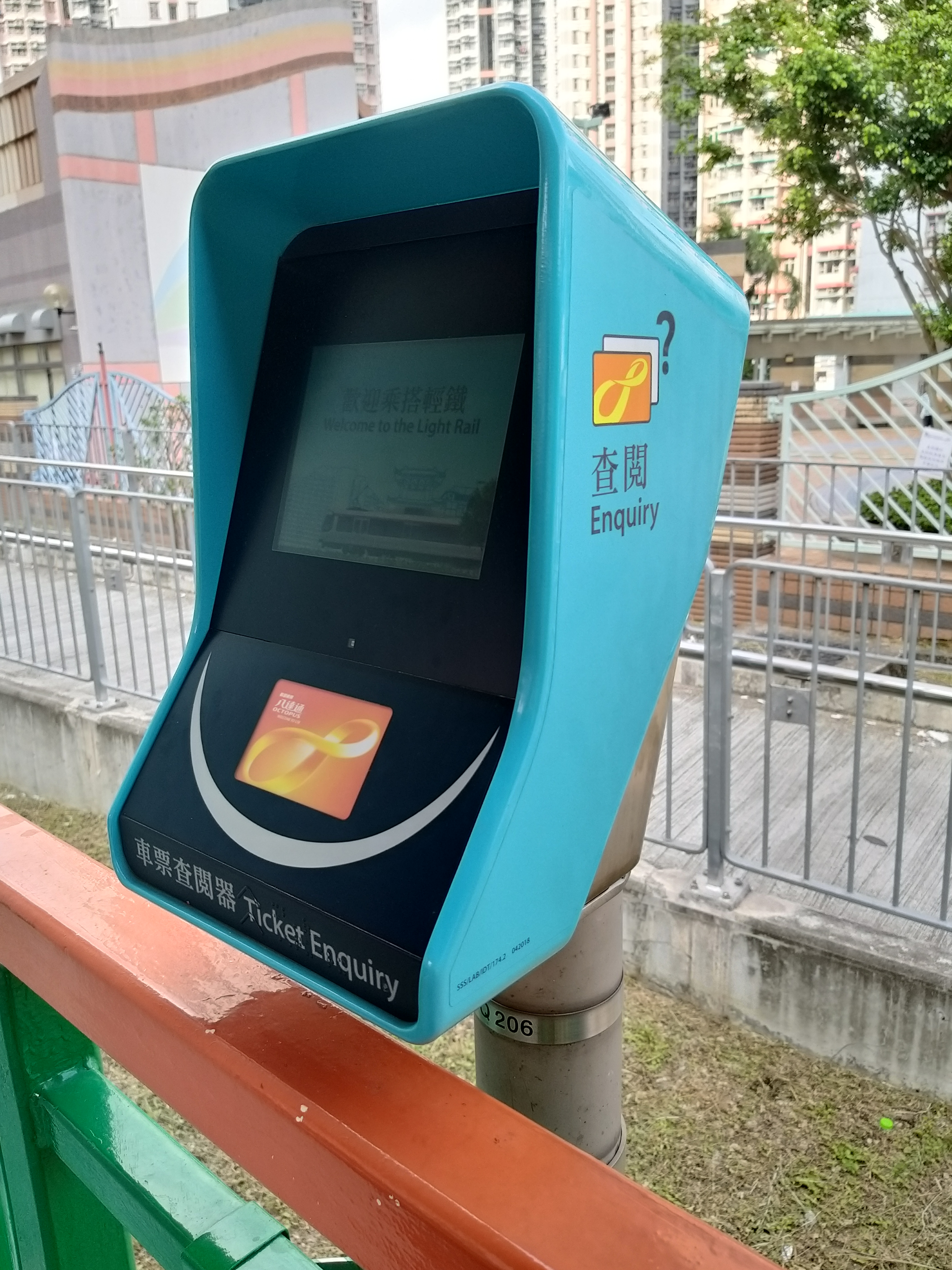
輕鐵新款車票查閱器（因應反修例運動而作出之刑事破壞，現已暫停使用）
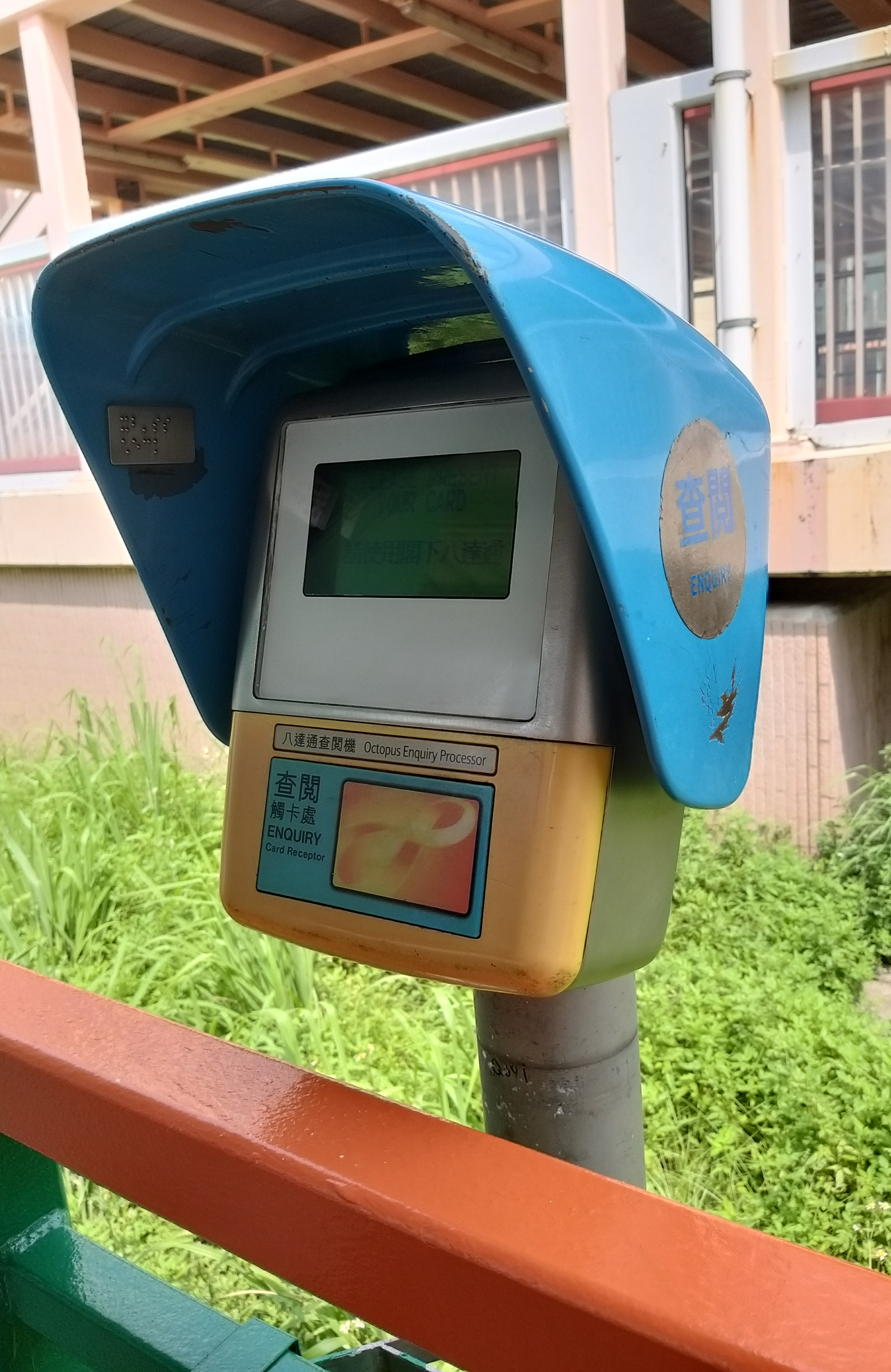
輕鐵舊款八達通查閱器（已全面停用）

八達通是香港的一種電子收費系統，八達通的卡片大小和信用卡相若，內置晶片，是其中一種的八達通產物，使用時放近接收器上即能完成付款過程。
港鐵採用綜合收費系統。乘客如乘搭超過一程車，多數情況下都只需付出車費最高的一程車資，其前後的各一程車都被視為接駁用途（需符合如車費上限及時間的限制），不另收費。八達通未通用前，部分優惠以派發及出示轉車券提供，部分更無法做到。使用八達通之後，多數複雜的轉車組合都能準確計算車資。
乘客必須於上車前於「入站」收費器（橙色外殼）確認，待亮起綠燈、顯示「可乘搭輕鐵」及發出有效聲響方可登車；完成車程後必須將八達通於「出站」收費器（綠色外殼）確認，否則會自動扣除最高車資（在入站確認時已扣除），並不可賺取輕鐵個人八達通積分及／或享有港鐵（屯馬綫）或港鐵巴士轉乘優惠。
- 港鐵免費轉乘優惠：必須於指定輕鐵站出站收費器確認後30分鐘內再於指定港鐵站入閘，或於指定港鐵站出閘後30分鐘內再於指定輕鐵站入站收費器確認；由於在港鐵站同站出入閘，變相可免去輕鐵車程的收費，因此港鐵現已將港鐵站同站出入閘剔出轉乘優惠，更將相關車程分別作獨立收費，但仍有部分車程可以「避票」。
- 巴士免費轉乘優惠：必須於建議輕鐵站出站收費器確認後60分鐘內再於巴士八達通收費器確認，或於巴士八達通收費器確認後60分鐘內再於建議輕鐵站入站收費器確認（乘搭K52A線往返曾咀最高可享成人HK$4.8，小童／學生HK$2.1轉乘優惠，而長者／殘疾人士／「樂悠咭」、屯門－南昌全月通加強版、屯門－紅磡全月通加強版、機場快綫旅遊票、遊客全日通、遊客過境旅遊票或港鐵認可之指定車票則可免費轉乘）。
- 由輕鐵轉乘港鐵巴士，或由港鐵巴士轉乘輕鐵，除建議轉車站外，亦可於所途經的輕鐵站免費轉乘。
- 由巴士轉乘輕鐵，再轉乘巴士：必須於巴士八達通收費器確認後60分鐘內再於建議輕鐵站入站收費器確認，並於建議輕鐵站出站收費器確認後60分鐘內再於巴士八達通收費器確認，但首程和尾程須為不同巴士路線。
- 注意事項：
  - 確認入站後八達通先會扣除該卡類別的最高車費（成人7.7元，小童／學生3.8元，長者／殘疾人士／「樂悠咭」2元；於出站時才計算正確車費；
  - 確認入站後5分鐘內於同一車站出站確認將不會扣除車費，於第5分鐘至2小時內出站則扣除最低車資（成人5.1元，小童／學生2.2元，長者／殘疾人士／「樂悠咭」2元）；
  - 確認入站後5分鐘後再於同一車站入站確認，會自動扣除最高車資（成人7.7元，小童／學生3.8元，長者／殘疾人士／「樂悠咭」2元）；
  - 輕鐵轉乘港鐵或港鐵巴士時（或相反），若未將八達通作輕鐵出站確認，將以最高車資計費（成人7.7元，小童／學生3.8元，長者／殘疾人士／「樂悠咭」2元）；及失去轉乘優惠及／或輕鐵個人八達通積分計算；
  - 完成輕鐵車程後，乘搭港鐵某些較5.4元為低的車程（包括：兆康↔屯門、天水圍／元朗↔朗屏、元朗↔錦上路），車費於港鐵出閘時退回；
  - 於港鐵及／或輕鐵站同站出入閘，不會享有免費轉乘優惠，並將不同車程獨立收費；
  - 完成輕鐵車程後，若未將八達通作出站確認，卻將八達通再入站確認，會扣除雙倍最高車資（成人15.4元，小童／學生7.6元，長者／殘疾人士／「樂悠咭」4元）；
  - 如轉乘模式為輕鐵／港鐵巴士→港鐵→輕鐵／港鐵巴士，全程不能超過120分鐘；
  - 使用「屯門－南昌全月通加強版」或「屯門－紅磡全月通加強版」的乘客，可以免費無限次乘搭輕鐵。
  - 使用「機場快綫旅遊票」、「遊客全日通」或「遊客過境旅遊票」亦可以免費無限次乘搭輕鐵，但車票須有港鐵車程紀錄（機場快綫、輕鐵及港鐵巴士除外）方可免費乘搭輕鐵，而輕鐵車程須於車票有效期結束前完成。
  - 合資格學生使用「學生身分」個人八達通乘搭輕鐵，可享有特惠車費優惠，優惠相等於小童車費，如需使用單程票，則必須繳付成人車費。
  - 長者使用長者個人八達通、合資格殘疾人士使用「殘疾人士身分」個人八達通、及60-64歲香港居民使用「樂悠咭」乘搭輕鐵，可享有每程優惠車費2元，12-64歲殘疾人士及60-64歲香港居民如需使用單程票，則必須繳付成人車費。
  - 在港鐵特別車費優惠日推廣期內，成人使用八達通乘搭輕鐵，可享有小童特惠車費優惠；小童／長者使用小童／長者或個人八達通、合資格學生／殘疾人士使用「學生身分」／「殘疾人士身分」個人八達通或60-64歲香港居民使用「樂悠咭」乘搭輕鐵，可享有每程優惠車費1元，此優惠不適用於單程票；12-64歲人士（包括學生／殘疾人士／「樂悠咭」）如需使用單程票，則必須繳付成人車費。
  - 使用「全月通2（屯門－南昌）」、「全月通3（屯門－紅磡）」或「機場快綫旅遊票」的乘客，乘搭輕鐵時亦必須按正常程序確認入站及出站，但該車程不會被扣除車資，亦不會有個人八達通積分；
  - 使用「遊客全日通」、「遊客過境旅遊票」或港鐵認可之智能車票的乘客，乘搭輕鐵時亦必須按正常程序確認入站及出站；
  - 乘客可於「八達通查閱機」（藍色外殼）查核該八達通是否被成功確認；
  - 轉乘優惠不可以與機場快綫免費港鐵接駁服務共用；
  - 已確認之八達通／智能車票，乘客只可作單一方向乘車，不可用作回程或重覆車站使用（包括乘搭循環綫時），職員查票時如被發現乘客違反此項規定，則即可向乘客徵收附加費370元或被檢控。

##### 輕鐵個人八達通積分優惠
使用個人八達通乘搭輕鐵每1角可享1分，每1元可享10分，如此類推。乘客於指定期限內乘搭滿指定分數，可享以下優惠：
- 成人（12-64歲）：在6天內，乘搭輕鐵票值滿港幣30元（300分），可享3元車費折扣優惠，在下一程乘搭輕鐵時使用。
- 小童（3-11歲，包括合資格殘疾兒童）／長者（65歲或以上）／「樂悠咭」：在6天內，乘搭輕鐵票值滿港幣15元（150分），可享1.5元車費折扣優惠，在下一程乘搭輕鐵時使用。
- 注意事項：
  - 下列使用者沒有此積分優惠：
    - 屯門－南昌全月通加強版或屯門－紅磡全月通加強版持有人。
    - 「學生身分」或「殘疾人士身分」（12-64歲）個人八達通。
    - 無登記個人資料之八達通及其產品。

  - 累積足夠的積分有效期為開始累積日起計30天，乘客必須於30天內使用有關積分，否則積分會被取消，並只適用於輕鐵車程，並以午夜12時正起計為一天；
  - 由成人或小童個人八達通轉為「學生身分」或「殘疾人士身分」（12-64歲）個人八達通，其剩餘的積分以小童／長者個人八達通計算此積分優惠，「學生身分」或「殘疾人士身分」（12-64歲）個人八達通並不能享用此優惠；
  - 乘客由港鐵巴士轉乘輕鐵，或由輕鐵轉乘港鐵巴士，所獲取積分以輕鐵正價車資計算；
  - 乘客由輕鐵轉乘港鐵，所獲取積分以該程輕鐵正價車資計算；若由港鐵轉乘輕鐵，輕鐵之免費車程將不能獲取積分；
  - 乘客完成輕鐵車程後，請謹記於出站收費器上確認，否則會扣除輕鐵最高車資及不可獲取積分；
  - 目前所有「銀行發行版八達通」均備有個人八達通功能，在一般情況下均可享有相關的輕鐵個人八達通積分優惠，除非卡內載有全月通2（屯門－南昌）或全月通3（屯門－紅磡）。

#### 單程票
輕鐵單程票是紙製車票，於上車前先行購買。沿線各站月台均設有自動售票機，供乘客購買單程車票。單程票只可作單一方向乘車，不可用作回程或在重覆車站使用（包括乘搭循環綫時），年齡12-64歲（包括學生／殘疾人士／「樂悠咭」）必須使用成人票，如客運助理查票時確定乘客違反此項規定，即可向乘客罰款甚至檢控。

#### 曾存在的車票種類
輕鐵月票：由1988年9月18日開始至1997年9月1日為止，九廣輕鐵推出之定期車票。在輕鐵客務中心發售，最初只有月票（使用期為每月1日至該月最後一日），後來發展到有星期票（分一星期和四星期兩種）、及學生專用的季票。可在指定期限內無限次乘搭輕便鐵路，直至八達通出現後取消。

## 使用車輛
- 70輛1988年澳洲Comeng輕鐵列車（第1期列車），1988年投入服務（編號1001-1070，其中1004曾稱為「輕鐵先鋒」；1070曾稱為「史禮賢」；1013、1014及1027因交通意外而退役）

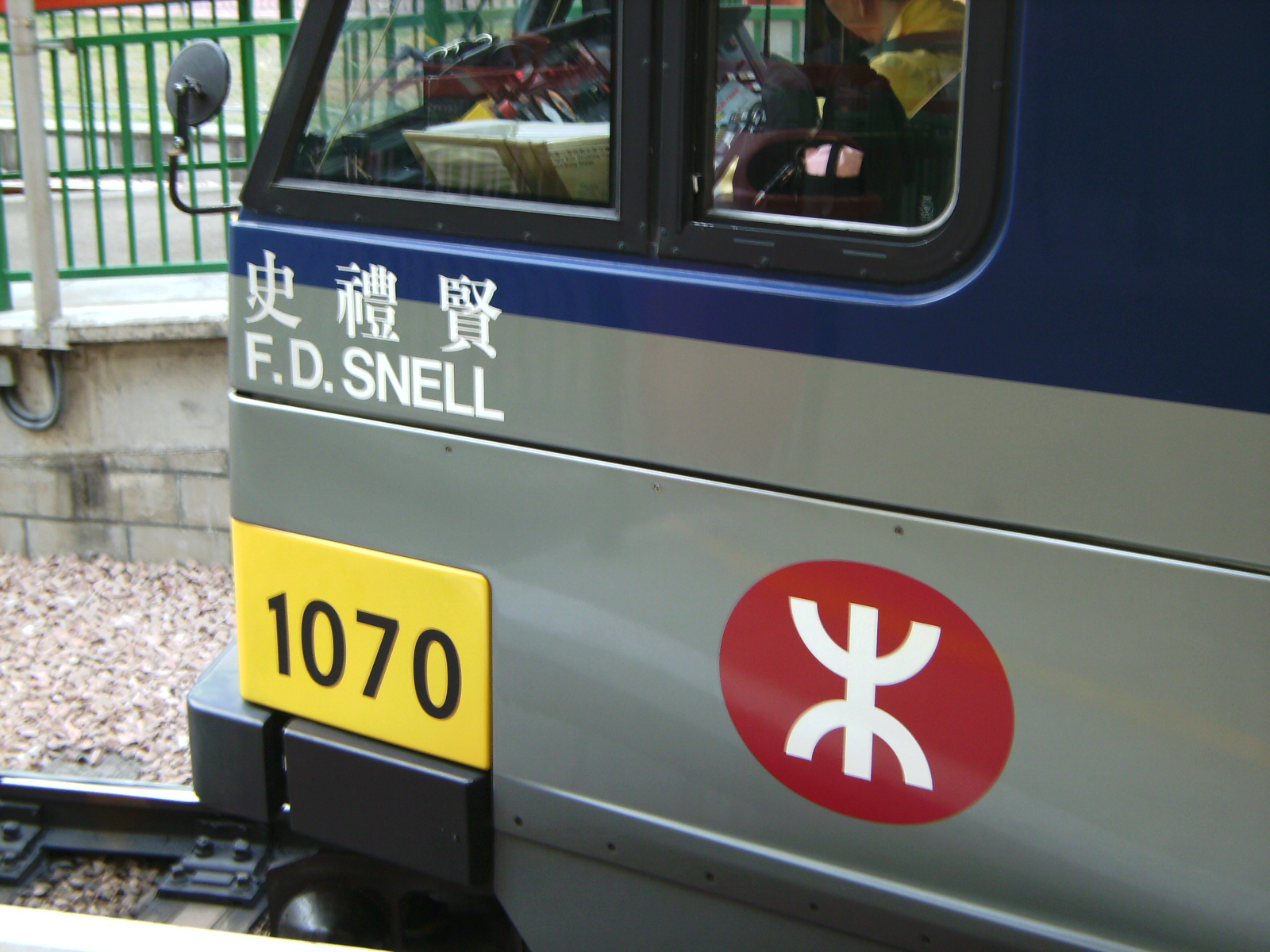
「史禮賢」，編號1070

- 30輛1992年日本川崎輕鐵列車（第2、2T期列車），1992年投入服務（編號1071-1090，另外1201-1210為拖掛列車，不設駕駛室）（本型號列車因不獲翻新而於2021-2023年逐步全面退役，並已於2023年2月26日全數退役）
- 20輛1996年澳洲Goninan輕鐵列車（第3期列車），1997年投入服務（編號1091-1110；1091曾因火警暫停行走，已於2016年完成修復並重投服務）
- 22輛2008年中國製澳洲United Goninan，中國南車輕鐵列車（第4期列車），2009年至2011年投入服務（編號1111-1132；1112及1118曾因意外而暫停服務，已於2016年完成復修，1118已於2016年9月4日重投服務，而1112亦已於2016年11月14日重投服務。因應第3期列車1091曾遭遇火警，為保障安全，兩車於重投服務前均已增設煙霧感應器。）
- 40輛2018年中國製中車浦鎮列車（第5、5T期列車），2020年起投入服務（編號1133-1162，另外1211-1220為拖掛列車，不設駕駛室）

輕鐵車輛可以任何路線行駛，通常1輛編成，最多可2輛編成（俗稱「拖卡」或「孖卡」，而法例上可容許由3輛編成），此時車尾都附有一塊寫有C字的牌子，以供後面列車的司機識別。拖卡時可載超過400人。

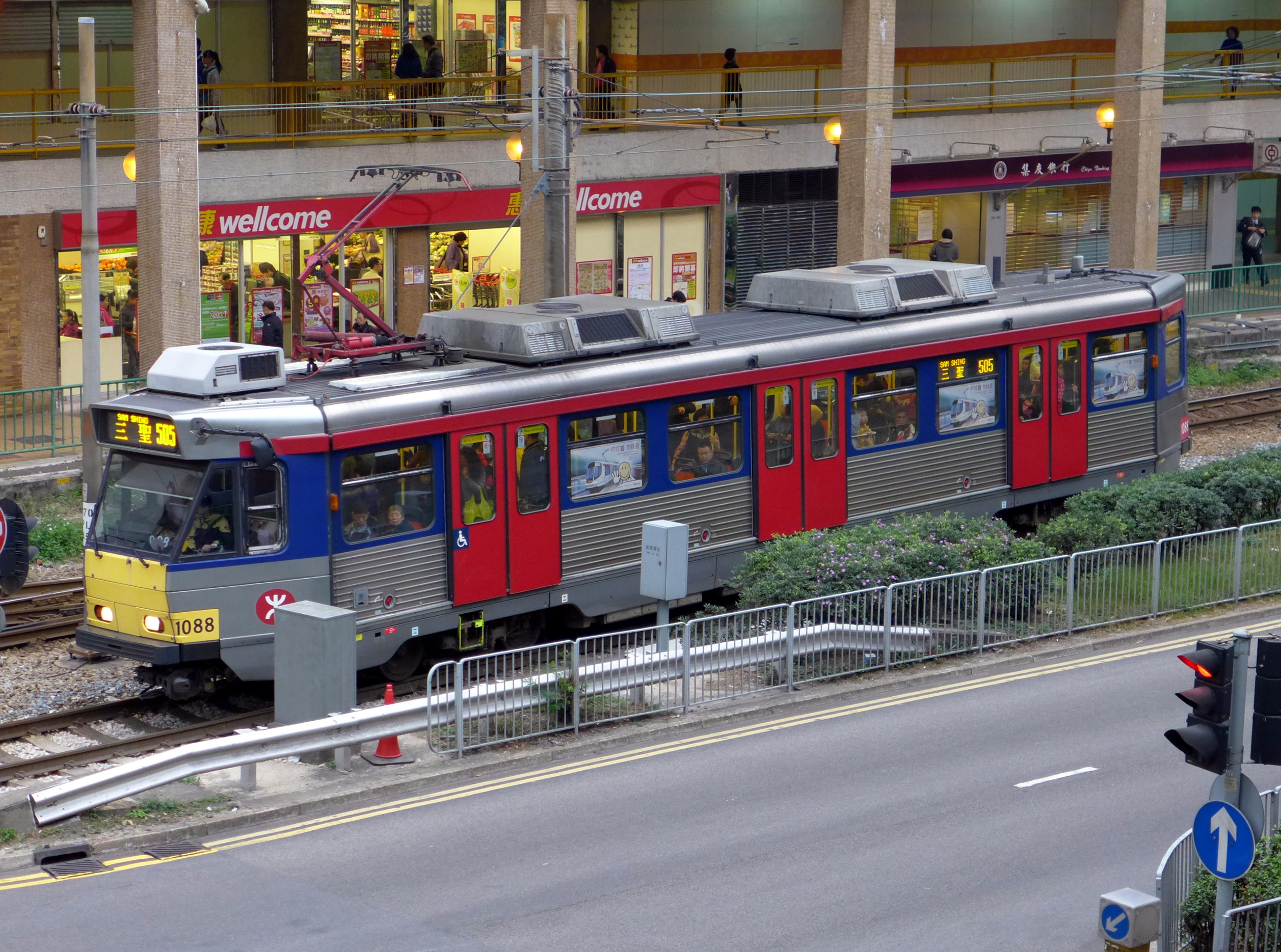
日本川崎輕鐵列車於友愛邨附近

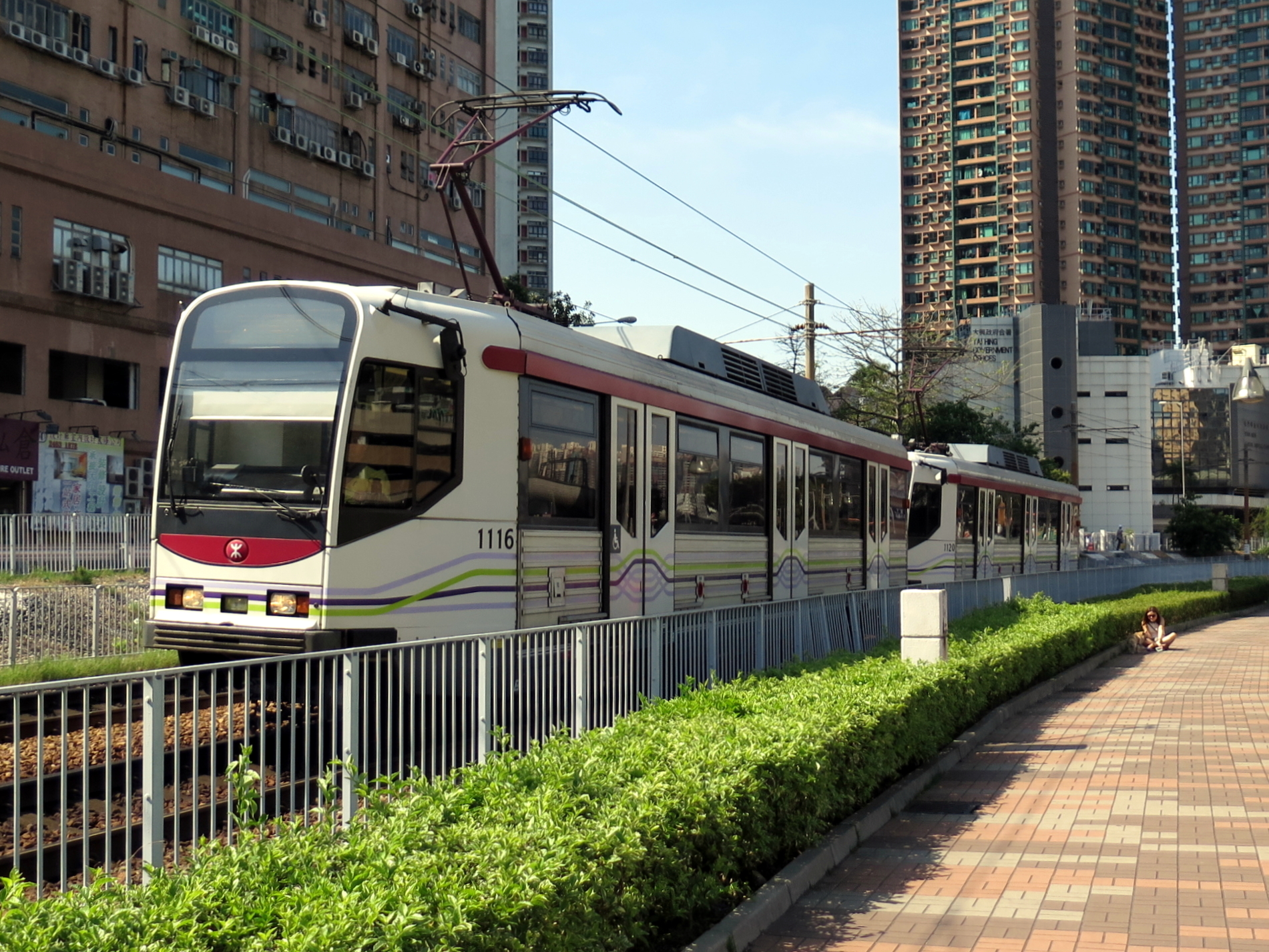
2010年起投入服務的中國製UGL輕鐵列車

所有輕鐵列車的設計最高速度是80公里，而實際上的最高營運速度是每小時70公里，一般營運最高速度是40公里，不過在兆康站至水邊圍站及灰沙圍交匯處至坑尾村站之間一段青山公路，最高營運速度達每小時70公里。由於輕鐵在正常情況下行車方向不會改變，所以車廂大部份的坐位都面向車頭，只有1988年Comeng列車部份靠近車門的坐位（每列7個）是倒頭的。2004年，九鐵公司決定把其中50個車廂的部分座椅移走，留出更多空間供乘客站立，工程於2006年完成。
澳洲Comeng列車及日本川崎列車於1997年至2000年間翻髹成新色彩（首輛翻髹列車編號是1044，1997年秋季完成翻髹；最後一輛是1028，2000年秋季完成翻髹），並於2002年至2003年間安裝電子路線顯示器取代沿用了10年的膠布牌路線顯示（第2版），車尾亦加裝了電子路線顯示器。
2007年中，經運輸署調查後，九廣鐵路公司同意增購22架新輕鐵車廂（第四期列車）以應付九龍南綫啟用後的乘客量增長，並會在9月中開始進行投標。而新輕鐵車廂預計在2010年初前陸續投入服務。在2007年11月，九鐵公司正式批出22架新輕鐵車廂（第四期列車）的合約予澳洲United Group）。
有關合約已經在2008年1月25日簽妥。這22輛車輛，由澳洲御萊特集團鐵路服務公司負責車體總體設計，南京浦鎮公司（页面存档备份，存于） 負責整車生產總裝和調試。首輛車將於2009年5月交付，並於同年7月底抵港，其餘則在2009年11月之前交付完畢，合同總額在3億元左右。
2008年7月8日，港鐵公司發出新聞稿宣布計劃斥資港幣約9000萬元為69輛輕鐵第1代列車進行現代化翻新工程。該工程將於2008年稍後展開，預計於2011年完成。車身及車廂設計將與第4期列車棌用相同設計。首兩列第四期新列車（編號1111及1112）於2009年12月14日投入服務，其餘列車已於2011年前相繼投入營運。
2010年11月，港鐵公司公佈其餘14輛第四期新列車投入服務事項時，同時公佈由2011年第一季開始，進行第一期（Comeng輕鐵列車，69輛）及第二期（川崎輕鐵列車，30輛）合共99輛列車進行現代化翻新工程，每批會翻新6輛列車，工程需時約16星期。整項工程需時60個月，當中亦包括維修及系統更新。輕鐵將維持135卡的列車數量直至所有列車翻新完成。
2015年5月底，港鐵宣佈將為輕鐵系統購買10輛列車，以應付新界西北人口增長。同年8月底，港鐵招標購買30輛列車，以取代30輛1992年日本川崎輕鐵列車。

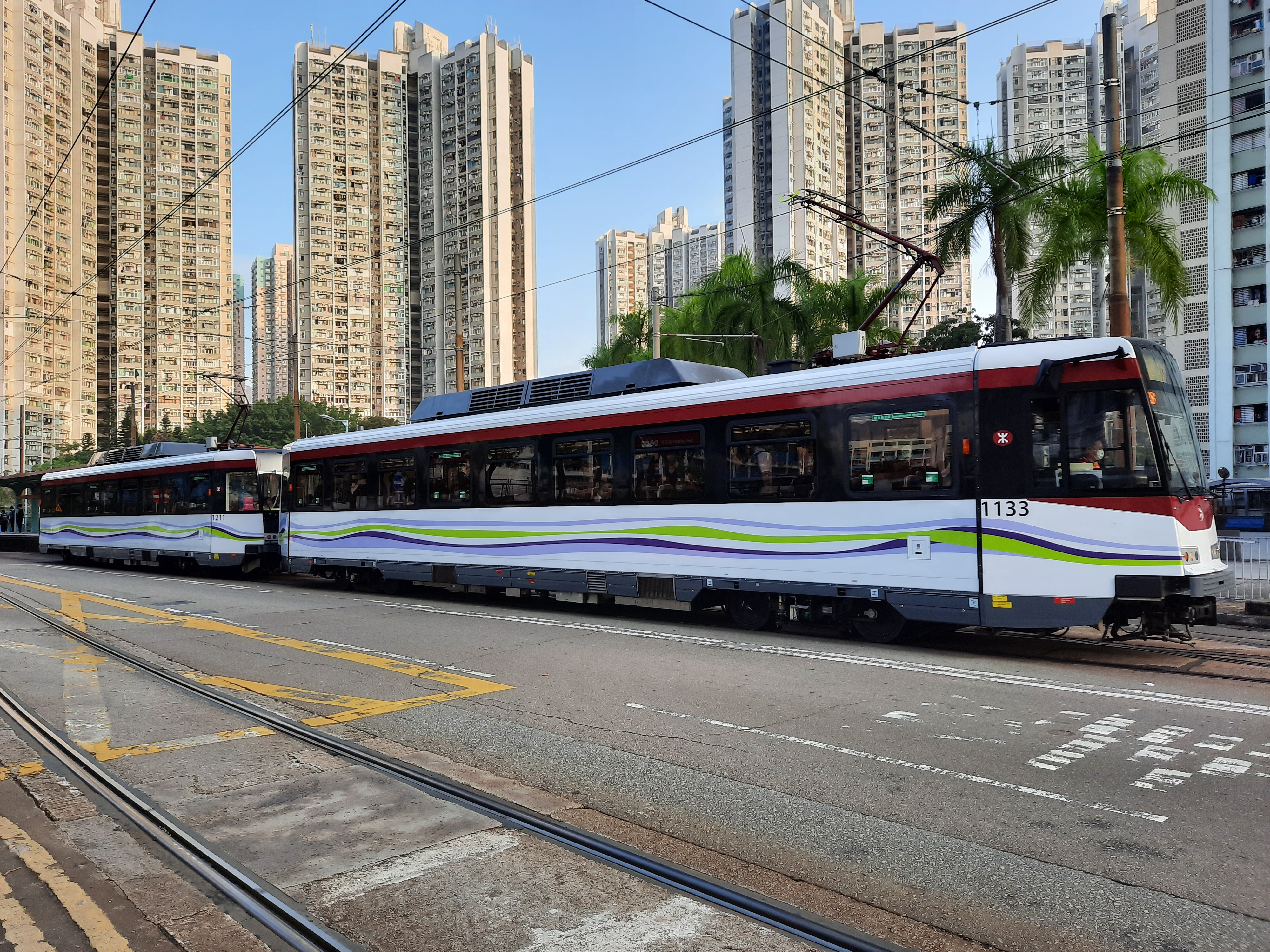
第五期輕鐵列車在大興邨附近

2016年7月29日，港鐵公佈採購40輛第五期輕鐵列車（合約編號: K1846-15E），由中國中車旗下的南京浦鎮車輛有限公司負責生產，其中10輛用作擴充車隊，其餘30輛則用作取代全數30列1992年日本川崎輕鐵列車，首批新輕鐵列車於2020年11月17日起投入服務。
2023年2月26日，川崎輕鐵列車正式退役，由第五期輕鐵列車全數取代，最後一班列車於元朗站開出前往兆康站後舉行退役儀式，其後便正式退役。

## 車站和車廂廣播
車廂、車廂轉乘及車站到站廣播分別由莫蒨茹及陳如茵負責錄音。目前車廂廣播語言以粵語和英語為主，只有少部份車站（包括天水圍的銀座站和濕地公園站）設有普通話廣播。而於2014年，港鐵曾試驗港鐵格式的車廂廣播，相關廣播亦加設普通話。但到現時為止，除屯馬綫車站轉乘廣播是港鐵格式外，所有輕鐵車輛均仍然使用兩鐵合併前的廣播。
從2011年中開始，所有輕鐵車站加入列車到站廣播，提示乘客即將進站的列車路線、方向及停靠的月台編號，以及提示乘客不要超越黃線和小心月台與車廂間的空隙。該廣播為港鐵格式，由陳如茵負責錄音。
2021年初起，部分第四期列車在關門前會播出港鐵式關門廣播「請勿靠近車門」及「嘟嘟嘟」的語音提示。
2021年6月27日起，因應屯馬綫通車，輕鐵屯門站、兆康站、天水圍站及元朗站的輕鐵廣播改成港鐵式廣播。
2022年2月起，大部分車站陸續改用第二代輕鐵到站廣播，格式為「路綫（輕鐵路綫）往（列車終點站）的一／兩卡列車即將駛入（月台編號）號月台，乘客請勿超越黃線，上車時請小心月台空隙」。

## 車站及路綫
輕鐵共有68個車站，分成6個收費區（只對以現金購買單程票的乘客有效）。有關詳細的車站列表，請參考香港輕鐵車站列表。

### 現時營運路線
全日服務：

輕鐵路線圖

- 505：三聖 ⇄ 兆康（經建安，往兆康方向停靠山景、麒麟；往三聖方向停靠鳴琴，不經麒麟）
- 507：屯門碼頭 ⇄ 田景（經兆禧、大興）
- 610：屯門碼頭 ⇄ 元朗（經美樂、澤豐）
- 614：屯門碼頭 ⇄ 元朗（經兆禧、杯渡）
- 615：屯門碼頭 ⇄ 元朗（經美樂、新圍）
- 614P：屯門碼頭 ⇄ 兆康（經兆禧、杯渡），到終點站後直通運行615P線
- 615P：屯門碼頭 ⇄ 兆康（經美樂、新圍），到終點站後直通運行614P線
- 705：天水圍循環線（逆時針方向，經天慈）
- 706：天水圍循環線（順時針方向，經天耀）
- 751：天逸 ⇄ 友愛（經翠湖、澤豐）
- 761P：天逸 ⇄ 元朗（經天富、坑尾村）

特別班次：
- 506P：屯門碼頭 → 兆康
（學校上課日上午7:20、7:35分由屯門碼頭開出，途徑美樂、青雲、建安、杯渡；亦會視情況隨時開出 龍門 → 建安 → 屯門 的特別班次）
- 507P：兆康 → 屯門碼頭
（學校上課日上午7:40分由兆康開出，途徑青松、建生、田景，到達田景/蔡意橋後轉為507線）
- 751P：天逸 ⇄ 天水圍
（早晚繁忙時段開出，亦會在上午7時開出兩班由天逸前往兆康的班次，其中一班次到達兆康改為507P線前往屯門碼頭，另一班次到達兆康後會返回車廠）
- 720：兆康  → 天荣
（2024年9月2日复办，只有非学校假期和公众假期的星期一至五，上午7点46分开出一班）

### 已取消的營運路線
- 506：屯門碼頭－友愛，1988年9月23日投入服務，開辦初期只以安定為總站，1992年2月2日改以友愛為總站，2002年7月14日因杯渡路架空工程停駛，由506臨時巴士取代，至2003年8月31日峻工，由於輕鐵列車不足，永久改以巴士行駛。
- 511：屯門碼頭－兆康（經屯門醫院、建安及青山村各站，為611線區間車），1988年9月20日投入服務，本線只在晚上10時後提供服務，在611線收車後提供屯門區內的服務。1990年7月22日起，為配合611線延長服務時間至晚上9時而永久停駛。
- 512：友愛－兆康（經屯門醫院及河田各站，為612線區間車），只曾在正式通車前的試營運期間提供服務，因為嚴重重疊612，故在1988年9月18日輕便鐵路投入服務沒有繼續提供服務。
- 610D：為610線的回廠列車，行走路線與610線相同。1989年4月中旬起提供接載乘客服務。惟本線列車接載乘客至進入輕鐵車廠前最後一個輕鐵車站後便停止服務返回輕鐵車廠，約在1995年停止提供服務。
- 611：屯門碼頭－元朗總站（經屯門醫院、建安及青山村各站），1988年9月18日投入服務。由於工業北移，令來往建安站的乘客大量減少，加上配合新支線通車，於1992年2月2日被614線取代。
- 611D：為611線的回廠列車，行走路線與611線相同。1989年4月中旬起提供接載乘客服務。惟本線列車接載乘客至進入輕鐵車廠前最後一個輕鐵車站後便停止服務返回輕鐵車廠。於1992年2月2日，因611被取代，此路線一同取消。
- 612：元朗總站－友愛（經河田），1988年9月18日投入服務，1994年3月13日與722線（來往兆康至天瑞）合併成720線。
- 701：天水圍南循環線，2003年12月16日因應西鐵通車投入服務，因覆蓋範圍太小，2004年8月22日被705線取代。
- 720（第一代）：天榮－友愛，1994年3月13日投入服務，開辦初期只以天瑞為總站，1995年3月26日延長至天水圍（今稱天榮站），並於2003年12月7日由751線取代。
- 721及761：元朗總站－天榮，1993年1月10日投入服務，開辦初期只以天瑞為總站，1995年3月26日延長至天水圍（今稱天榮站），並於2003年12月7日改名為761。該線自當日起不再途經翠湖站，改為沿天水圍北支線停靠頌富站至天悅站，才返回天榮站；因客人通常集中在元朗至天恆，導致其他車站的使用率不足，在2006年10月8日被761P線取代，並縮短至天逸站。原有路線則以761P特別車名義繼續服務，直至在2010年8月23日才被取消。
- 722：天瑞－兆康，1993年3月22日投入服務。1994年3月13日與612線（元朗－友愛）合併，成為720線。
- 751P（第一代）：天瑞－友愛，2003年12月8日投入服務。因為當初天水圍新支線啟用時令天瑞至天耀一帶失去直接前往屯門區的路線，而西鐵並未投入服務。為了顧及學生往屯門區上學的需求，九鐵就增開這條特別線。本線只在07:15、07:30及07:45由天瑞開出南行往友愛。後來在2003年12月17日起，減為只在07:30開出一班。直至2004年1月5日，因西鐵已經投入服務而取消。[22]。

### 未成線
- 501：因改為開辦615線而沒有開辦此線，行走路線為現時507延伸至兆康（北行經麒麟，南行不經麒麟）。
- 551：把507縮短至三聖，最後被九廣鐵路擱置
- 552：從鳳地至杯渡，前往屯門至建安，最後行駛青雲至屯門碼頭，與擱置路線553直通運行，最後被九廣鐵路擱置，走線與現時506P沒有區別。
- 553：505延伸至屯門碼頭，與擱置路線552直通運行，最後被九廣鐵路擱置
- 610P：610綫的區間服務，來往元朗及兆康，原取代614、615綫。最後港鐵表示保留614及615兩條路綫，變相擱置610P。
- 613：輕鐵建議的置樂支線通車後加設，由三聖開出，經置樂，入何福堂後沿現時614線的走線前往元朗。[23]
- 651：與計劃中的610P路線一致，但於麒麟掉頭，最後被九廣鐵路擱置。
- 702：與701停靠車站一致，但行駛方向相反，曾經在2003年進行測試而在乘客資訊顯示屏出現。最後因為與701覆蓋範圍太低而擱置
- 771：9字型天水圍循環線，不途經天瑞至天耀，因發生輕鐵重組爭議而最後改開701。

## 乘客人次

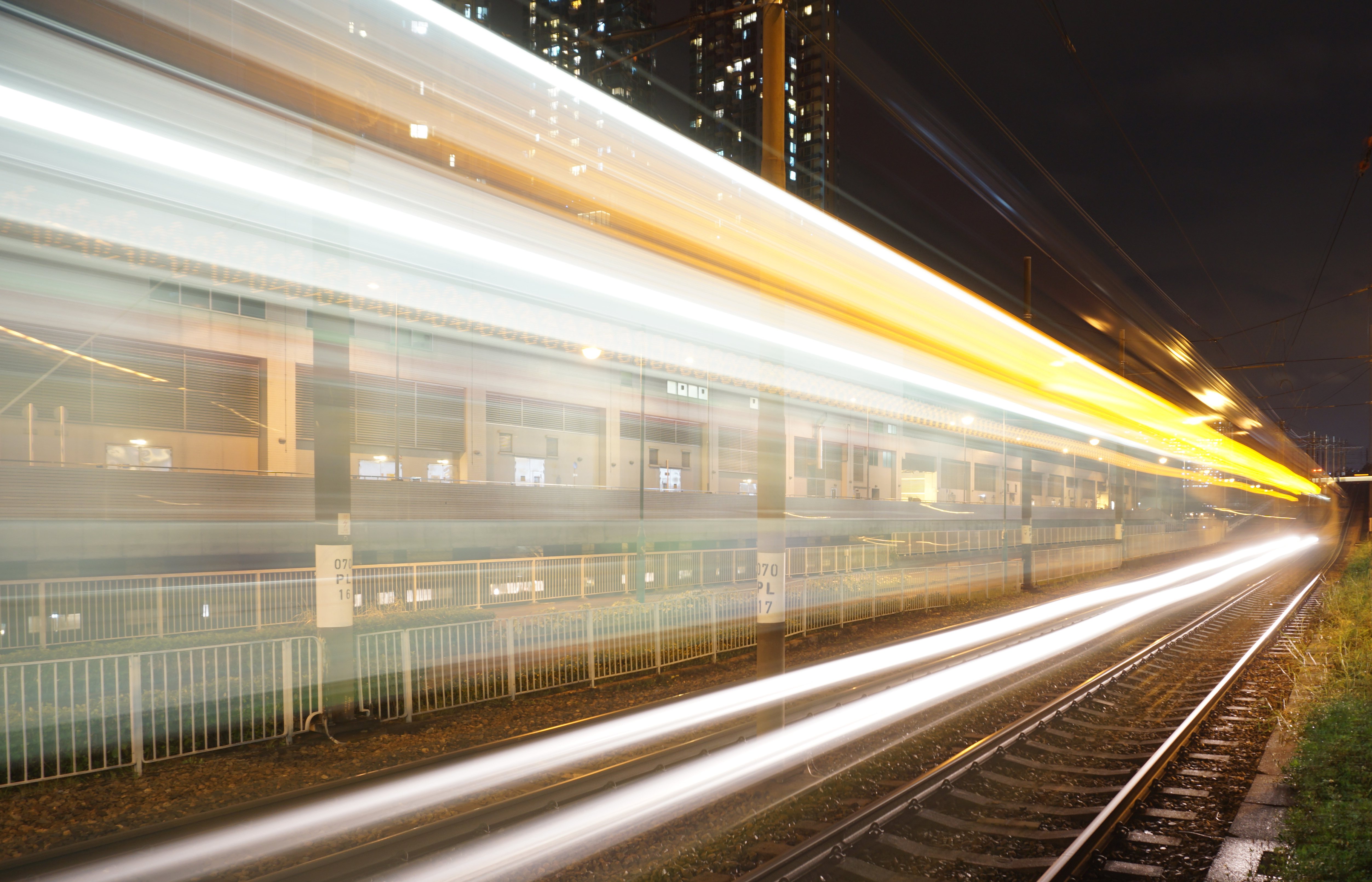
香港輕鐵的夜間燈光軌跡

輕鐵一直是元朗、屯門地區重要的交通工具。使用人次自通車後一直穩步上升。1998上半年連接元朗及荃灣的大欖隧道通車，乘客量輕微下跌。2004年隨著九廣西鐵及輕鐵天水圍支線通車，客量開始迅速增長。2009年港鐵西鐵綫進一步延長至紅磡站，輕鐵客量亦隨之而上升。根據運輸署的資料，輕鐵歷年乘客如下表：
| 年份   | 全年乘客人次 | 日均乘客人次 |
| ------ | ------------ | ------------ |
| 1989年 | 62,596,000   | 171,496      |
| 1990年 | 73,149,000   | 200,408      |
| 1991年 | 82,061,000   | 224,825      |
| 1992年 | 92,273,000   | 252,112      |
| 1993年 | 106,555,000  | 291,932      |
| 1994年 | 116,980,000  | 320,493      |
| 1995年 | 122,651,000  | 336,030      |
| 1996年 | 125,124,000  | 341,869      |
| 1997年 | 126,185,000  | 345,712      |
| 1998年 | 114,474,000  | 313,627      |
| 1999年 | 114,712,000  | 314,279      |
| 2000年 | 118,104,000  | 322,689      |
| 2001年 | 116,610,000  | 319,479      |
| 2002年 | 114,465,000  | 313,603      |
| 2003年 | 106,377,000  | 291,444      |
| 2004年 | 131,700,000  | 359,836      |
| 2005年 | 136,144,000  | 372,997      |
| 2006年 | 136,416,000  | 373,742      |
| 2007年 | 135,620,000  | 371,562      |
| 2008年 | 137,730,000  | 376,311      |
| 2009年 | 143,489,000  | 393,121      |
| 2010年 | 154,522,000  | 423,348      |
| 2011年 | 161,289,000  | 441,888      |
| 2012年 | 167,210,000  | 456,858      |
| 2013年 | 171,652,000  | 470,279      |
| 2014年 | 174,199,000  | 477,258      |
| 2015年 | 176,149,000  | 482,600      |
| 2016年 | 178,709,000  | 488,000      |
| 2017年 | 178,502,000  | 489,000      |
| 2018年 | 179,411,000  | 491,500      |
| 2019年 | 155,855,000  | 427,000      |

另外，根據港鐵向香港立法會提交的文件披露，整個輕鐵網絡早上繁忙時間的平均載客率為82%。

## 爭議
自通車以來，輕鐵服務一直有不少爭議，不時有質疑輕鐵服務的評論。其中前九鐵主席田北辰更在上任初期至今因輕鐵虧損曾建議取消輕鐵，認為輕鐵系統殘舊、安全和架空路段不足，建議應重新規劃輕鐵。

### 優先政策引致阻塞道路問題
1988年輕鐵通車之時，當時政府為求將輕鐵效率提至最高，故修訂道路政策加入「輕鐵優先政策」；當輕鐵駛至路口約100米距離，路軌中間的裝置會感應到輕鐵駛至，交通燈就會轉成紅燈並先讓予輕鐵通過；不過，此舉就造成道路交通擠塞，甚至阻礙緊急服務車輛通過路口。以往地區居民及區議會經常投訴輕鐵在距離路口遠處就已經截停交通燈，導致交通大擠塞，故此政府最後修訂條款，稍為降低優先的程度。
根據輕鐵網上客務中心資料所得，在一般的輕鐵/道路交匯處，輕鐵列車有駛過交匯處的優先權，但只有與輕鐵列車正面相遇的車輛才受到輕鐵優先權影響，至於一些較繁忙的道路交匯處，輕鐵的優先權會被降低，就算輕鐵列車駛到交匯處，亦未必可以被安排即時駛過。
截至現時此條款仍然存在，而目前仍然受較大影響的路口為天水圍天耀路天福路交界、天秀路天瑞路交界、屯門湖康診所湖山路交界等，而繁忙時間下橫越路軌交通燈的等待時間仍可長達5-10分鐘。

### 安全問題
由於輕鐵大部份的路段都設在路面，甚少架空路段，所有平交道亦沒有活動式閘桿，在規劃前曾建議在月台興建行人天橋連接行人路，但最後只在有空間充裕和客流少的車站建造。當中也有同時設立天橋和輕鐵過路處，但很大部分車站只設有輕鐵過路處。由於大部分輕鐵過路處沒有行人信號燈，只有簡單的安全設施和提示標誌，所以輕鐵和行人經常出現「人車爭路」的情況，當時九鐵公司稱是方便乘客橫過車站而不設人行天橋和隧道分開行人和列車。其中慣稱「元朗大馬路」的青山公路－元朗段，因輕鐵路軌佔用中間，擠塞最為嚴重；該路段是元朗市中心和人流集中地帶，而且路段附近大廈商店林立，馬路和月台都建造得十分狹窄，是輕鐵最擠擁的路段之一，輕鐵的三條長途線——610、614、615，以及跨區綫761P都經過該處。
由於青山公路－元朗段在規劃輕鐵前是一條雙向六行車線的路段，在輕鐵通車後由於路軌和月台的佔用令兩邊行車線收窄，導致現時該路段每邊方向只有一至兩條行車線，由於該路段有多條巴士路線和車輛行經，因此在繁忙時間常出現道路擠塞情況，而隨著新界西北區內人口和人流近年不斷增加，加上該段的車站月台狹窄，月台早就不論在早晚繁忙時間還是日間非繁忙時間都是水泄不通，十分擠迫。同時行人路同樣的收窄，令行人路和輕鐵過路處十分擠迫，每當輕鐵行經時，險象環生，「人車爭路」的情況一直無法改善。近年有議員和市民要求該路段儘早架空化，徹底解決「人車爭路」的情況，兩鐵合併後的港鐵已經陸續展開有關車站的改善工程，例如大棠路站的工程已於2015年6月底完成。
另外，曾有團體要求輕鐵在月台上加裝月台閘門以提高月台上候車乘客的安全，但由於加裝閘門同時，需要同時加裝自動列車運行裝置或自動列車停止裝置，對於由人手駕駛、沒有獨立路段、與其他車輛共行和大部份的路段都設在路面的輕鐵而言，這一要求可能難以實現。

### 列車和運力問題
輕鐵列車的設計以當時的澳洲墨爾本電車Z3 Class和德國Duewag電車為藍本，有別於現時世界各地路面電車使用的超低地台車廂、雙向駕駛室和兩邊車門設計，因此如需要方便殘疾人士上落，便需要額外興建月台以便無障礙上落。另外九鐵當時預期列車需要接載大量的乘客，因此決定列車以單邊車門向單向式設計，總站需另設迴圈作調頭之用，因而被指佔用大量空間。
輕鐵列車較新型現代路面電車笨重，澳洲製列車滿載時總重量達37噸，而日本製列車總重量更高達44噸，由於需適應區內狹窄環境，一般路面電車系統，其路軌的可轉彎半徑範圍可較普通鐵路為小，因而列車轉向架需使用特殊設計以便列車可有較大的轉向幅度。正因如此，當列車轉彎時即使車速很低，車身都會作一定幅度的傾斜和大幅度的搖擺，使站立的乘客容易跌倒。
有報章指出，第4期列車車價較1997年起投入服務的第3期列車貴，第3期列車由澳洲製造，第4期列車則是中國製造。第4期列車共有22輛，共耗資三億元，平均每卡價值1,500萬元。而第4期輕鐵列車在2009年抵港後，在屯門車廠內試車時曾在彎位發生出軌事故，中國南車浦鎮車輛廠需要派出專家來港協助調查。港鐵當時表示，出軌是因路軌承托力不足，否認列車設計有問題。自此事後，當所有出廠的列車抵達香港後，列車承辦商需要先在車廠內修正列車在製造時所發現的錯誤問題才能交付與港鐵公司正式上線營運。另外輕鐵司機對第4期列車也劣評如潮，有司機投訴第4期列車駕駛艙的擋風玻璃視野較舊款車窄，阻礙視線，而列车控制加速及減速亦較困難，令乘客感覺此款列車行駛時較其他列車搖晃劇烈。
隨著九廣西鐵（今港鐵屯馬綫）2003年落成通車，雖然與部分輕鐵路線重疊，但乘客可通過輕鐵轉乘，使載客人數仍遠超預期，甚至令屯馬線和輕鐵的載客量早已經超出負荷，加上新制輕鐵列车從确定訂單、建造新車卡至投入服務需時六年，令輕鐵承載量永遠趕不上人口增長。

### 路線重組風波
輕鐵早在2003年中（即西鐵通車前約半年），訂出西鐵通車後的路線重組計劃，稱為2003年輕鐵重組計劃，務求把乘搭輕鐵來往屯門至元朗的乘客改乘西鐵，並加強區內與西鐵站的接駁。
原本計劃的重組方案，原意是使屯門碼頭總站、美樂站至青雲站、三聖總站、兆禧站至市中心站及杯渡站至鳳地站一帶的乘客，均可乘輕鐵路線到屯門站再轉乘西鐵，及方便來往屯門、元朗及天水圍的乘客到屯門站或兆康站轉乘西鐵。但屯門區議會則認為，重組後會令屯門東一帶的乘客，連唯一直接前往市中心站、安定站、友愛站（該站更曾因鄰近安定站而考慮取消）、屯門泳池站一帶的614綫因被永久停駛，而變成沒有直接的途徑該些地點而反對這個重組方案（因原552及553是以8字形式行走，屯門東一帶的乘客需於屯門站作反方向轉車，甚為不便）；再加上有部分屯門和元朗的居民已習慣搭乘輕鐵來回屯門及元朗，即使西鐵通車後也不願意作多重轉車，故此重組方案最後無疾而終。
雖然西鐵在2003年通車後，614和615綫的客量沒有明顯下降，但仍然把614和615綫的一半班次，改為上述2條路線的區間車：614P和615P綫（只服務屯門碼頭總站至兆康站），而將列車資源調到天水圍區服務，之後列車不足的問題表露無遺，繁忙時段的614綫要等至少10分鐘才有一班列車。

### 更换月台顯示屏

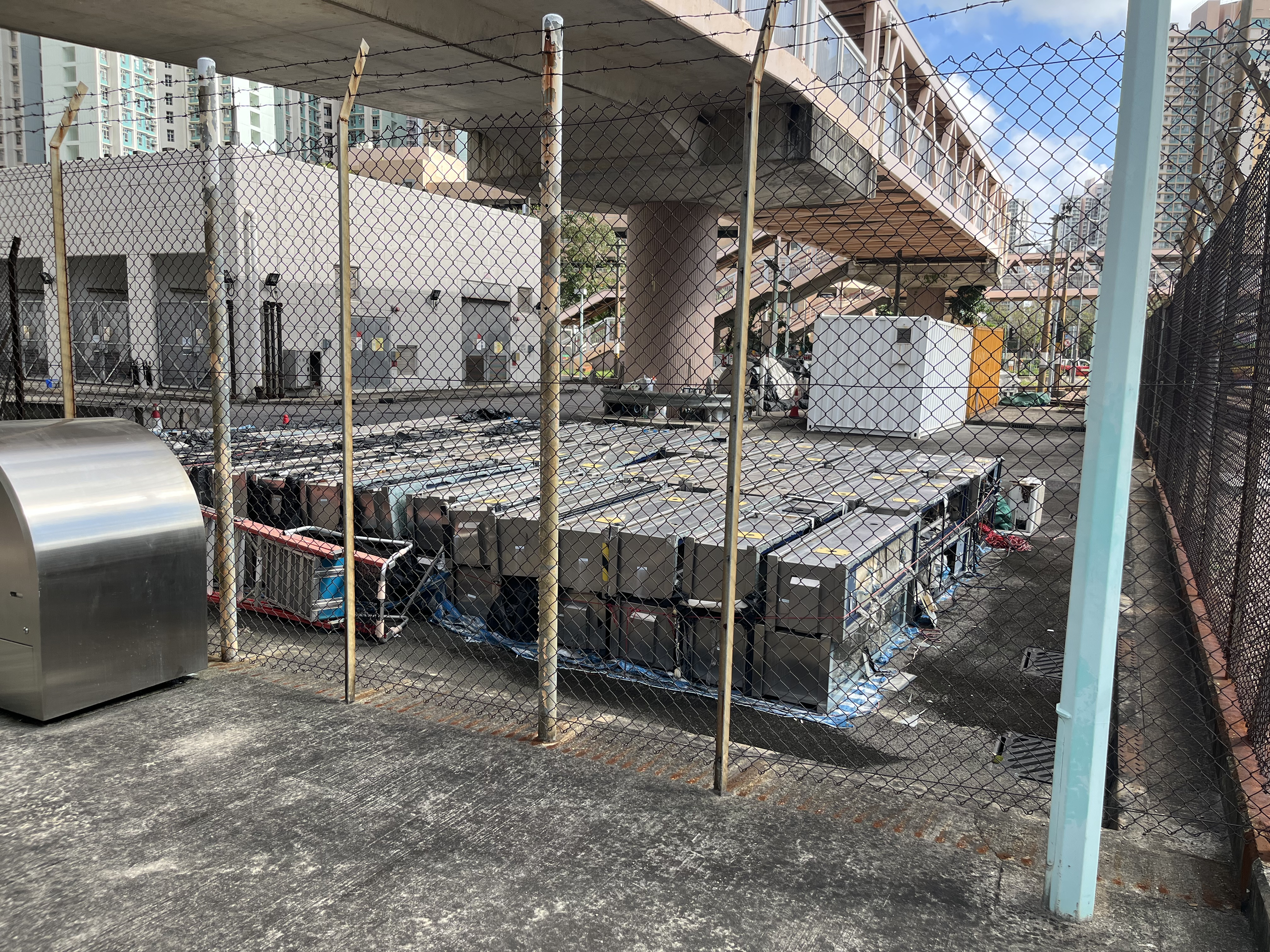
損壞的月台顯示屏集中放置在天逸站客務中心旁

輕鐵站內的月台顯示屏於2003年開始加設，直到2019年反修例運動期間，港鐵指有62個輕鐵車站受破壞，事隔三年仍然有超過一半的乘客資訊顯示屏仍未修復。然而於2021年7月，港鐵以「難採購零件和已屆資產使用壽命期限」為由，表示會陸續停用餘下的顯示屏，並建議乘客改用應用程式查閱列車班次。有乘客認為港鐵的做法感到困擾，認為難以方便知悉列車班次。
其後港鐵於2022年12月开始陸續於輕鐵車站安裝新一代縱置月台顯示屏，供有需要乘客使用，但也有团体表示新式显示屏在显示形式和部署位置上不便于乘客观看资讯。

## 安全

### 安全設施
以列車為例，1988年澳洲Comeng列車不設車尾逃生門，列車逃生梯放置於列車中間車門下方位置，方便職員從外拉出逃生梯協助乘客逃離車廂，有必要時亦可推開部份車窗逃生，九鐵公司始於1992年日本川崎重工輕鐵列車加設車尾逃生門，而且設有可摺疊的梯級，令乘客更容易經逃生門和連結器（當拖卡時）的梯級離開，及後來各型輕鐵列車亦設有車尾逃生門。所有列車都設有逃生車窗，只可在緊急時使用，非法使用者最高可被罰款5000元及入獄6個月，部分車窗同時設有氣窗，原標示為「緊急通風窗」，如有需要時，乘客可以打開，但不同於逃生車窗，氣窗附近並沒有標示任何罰則。2020年開始因應2019冠狀病毒病疫情，港鐵公司更新標示提醒乘客在非緊急情況下都可以打開氣窗以加強通風。

### 重大意外
- 1988年7月25日，輕鐵尚未正式通車，一輛輕鐵列車（編號1032）在青山公路試車時，由於輕鐵車長衝紅燈，於元朗田廈路平交道與一輛客貨車相撞，造成客貨車上一名8歲男童死亡；在此致命車禍前，輕鐵已發生18宗交通意外，意外後輕鐵被政府勒令停止試車，通車日期亦由當年原訂的8月8日推遲至9月18日。
- 1989年9月22日晚上10時15分左右，一輛由友愛站開往元朗站的612綫列車，在駛離友愛站，轉入屯門鄉事會路之際，路旁一名小販看見車底疑似拖着一個人，遂飛奔追截該列車，追了近200米後趕上該輛列車。司機停車，發現車底拖着一名已經血肉模糊，並且雙腳截斷的老翁，送院搶救後不治。此為輕鐵正式通車後首宗致命交通意外。[40]
- 1994年7月29日，一輛往屯門碼頭站的507綫列車（編號1013[41]），於上午10時在屯門兆禧苑側，即湖景路與湖山路交界路口（該路口不准右轉）與違規轉右的空拖架貨櫃車相撞，輕鐵列車車長拋出車外死亡，另4名乘客受傷；而該輛列車因此報廢，拆解作零件用途。
- 1994年9月10日，一輛往屯門碼頭站的614綫列車（編號1059），和一輛往元朗站的614綫列車（編號1031），在屯門兆康站以北的青麟交匯處的平交道[42]，與一輛滿載乘客的衝紅燈旅遊巴士（車牌CE4635）相撞，旅遊巴士司機和1名巴士乘客死亡，另45人受傷。
- 1996年3月11日，一輛往屯門碼頭站的615綫列車（編號1017）在兆康站以北的青麟交匯處[42]與貨櫃車相撞，貨櫃車司機死亡，列車則衝前40米全車出軌；1017事後被修復妥當。
- 1997年6月21日，一輛往屯門碼頭總站的615綫列車（編號1019）在兆康站前右轉時與對面路軌往天水圍（現天榮站）的720綫列車（編號1035）迎頭相撞，29人受傷。事後九鐵公司為避免意外發生，在九廣西鐵（今西鐵綫）兆康站進行工程期間，輕鐵月台暫時封閉、並使用較北位置興建的臨時車站。自此以後，往屯門碼頭方向的輕鐵615綫永久經兆康站2號月台上落客，而不再途經兆康站4號月台和麒麟站（兆康站–麒麟站–青松站）方向。
- 2002年1月27日，一輛的士從湖景路違例右轉至湖山路，與一元朗站方向614綫列車相撞，列車將的士向前推十多公尺。列車內無人受傷，的士司機則送抵醫院後證實傷重不治。意外期間兆禧站至豐景園站服務受阻，輕鐵派出接駁巴士接載受影響乘客。該次意外發生地點與1994年7月29日的意外相同。
- 2002年12月18日，一輛往兆康站的505綫列車（編號1100）在駛入兆康站時前輪滑出路軌，導致輕鐵由兆康站至洪水橋站的服務局部受阻。
- 2003年3月22日下午約1時半，屏葵路輕鐵平交道的一段5.6米高架空電纜疑被未收好吊臂的泥頭車勾斷，並扯歪兩條電纜杆，輕鐵即時被切斷電力供應，塘坊村站至元朗總站共7個輕鐵站服務暫停，共4條路線受影響。輕鐵立即啟用洪天路緊急月台作轉乘站，並安排接駁巴士和九巴提供緊急服務疏導乘客。輕鐵需維修及重新架設200米長的電纜，輕鐵服務中斷超過9小時至晚上11時許才恢復。[43][44]
- 2008年10月30日，一輛往天逸站的751綫列車（編號1093），途至接近友愛路的燈口時，疑因有汽車衝紅燈橫過輕鐵交匯處，751綫列車緊急煞車，但尾隨一輛往田景站的507綫列車（編號1071）收掣不及，從後猛撞751綫列車，27人受傷。
- 2009年1月19日，一輛往天水圍站的706綫列車（編號1082），途至天祥路交通交匯處時攔腰撞向違例右轉的士，的士車身嚴重損毁扭曲，的士司機受傷被困，而輕鐵車身輕微撞花，列車上25名乘客無受傷。
- 2010年9月9日，屯門田景站附近的屯門西北游泳池地盤一輛巨型吊臂車，懷疑因為天雨以致泥土鬆軟，吊臂車與已伸出35米長的吊臂在下午約2時突塌下，壓毀架空電纜及擊中505綫輕鐵車頂（編號1118），共18人受傷，其中2人傷勢較嚴重，輕鐵4條路線（505, 507, 615, 615P）服務一度受影響。而該輛列車原有車卡因此報廢，送往機鐵車廠拆解作零件用途。其後港鐵於2015年購入新車架重新裝嵌此車，於2016年5月完成修復完成組裝，已於2016年9月4日重投服務。
- 2011年5月8日早上近10時，一列行走706綫拖卡列車（編號1027及1062）在天水圍近天悅站與一輛貨櫃車相撞，輕鐵首節車廂出軌，22人受傷。1027列車因此於2013年報廢，其後改作特殊用途。該列車的外殼其後被復修，而機件則被拆下。
- 2013年5月17日下午4時許，一列行走761P綫往元朗總站的拖卡列車（編號1112及1117）在駛經坑尾村站至塘坊村站的路軌交匯點時發生出軌意外，首節車廂出軌，77人受傷，其中4人傷勢較為嚴重，大部份扭傷腰頸及頭部、手腳撞傷。[45]現場路段的限速為每小時15公里，當局取回列車黑盒，讀取數據徹查列車有否超速，抑或涉及機件故障與人為因素。涉事的輕鐵中國南車輕軌車輛車齡超過三年。受事故影響，輕鐵四條路線受影響（610, 614, 615, 761P）來往洪水橋站、坑尾村至元朗站的服務暫停，港鐵安排緊急接駁巴士疏導乘客，列車服務至翌日早上才恢復。[46]1112於事後停用，其後港鐵於2015年購入新車架重新裝嵌此車，於2016年7月完成修復，並已於2016年11月14日重投服務；1117則於停泊於車廠超過一年後被修復妥當，修復後於2014年6月7日出廠試車，並於2014年8月28日重投服務。
- 2013年12月17日早上8時50分，一輛往天水圍的706綫列車（編號1091及1095），在天湖站關門準備再開車之際，尾卡車頂突然冒煙。有乘客隨即通知車長，車長廣播要求160名乘客落車，轉乘下班列車，車長根據車務控制中心指示，駛去天水圍站，交由一名督導員駛進洪天路緊急後備月台，將尾卡車廂與架空電纜分開截斷電源，不久尾卡頂部陷入火海，火燄濃煙直沖而上。職員曾試圖用滅火筒救火，可是火勢太猛猶如杯水車薪，消防接報到場，出動兩條消防喉及兩隊消防隊员灌救，約20分鐘將火撲熄，幸無人受傷。尾卡車廂嚴重焚毀，膠椅被燒熔，輕鐵服務並無受影響，消防證實起火位置於車廂冷氣裝置[47]。1091號車卡停泊於車廠超過2年後，於2016年進行修復。港鐵回覆指整個處理過程經車務控制中心安排及根據指引和按程序處理[48]。
- 2014年11月21日下午2時許，一輛往田景方向的507線輕鐵（編號1093）和港鐵巴士K52綫雙層巴士在湖翠路交匯處相撞，23人受傷[49]。巴士及輕鐵的車頭都損毀嚴重，巴士車頭的錢箱及八達通機都被撞到側在一邊，輕鐵部分車卡被撞至出軌[50]。
- 2017年5月8日下午6時許，一輛706線拖卡輕鐵（編號1029及1037）於天秀路交匯處和港鐵巴士K73綫雙層巴士（編號617）相撞，22人受傷，天悅站至天恆站輕鐵服務暫停。[51]巴士車長事後解釋因陽光猛烈而致看不到交通燈號肇禍。[52]
- 2019年2月4日下午5時許，一輛載有大批乘客開往友愛方向的751線輕鐵列車（編號1113）於亦園路與青山公路－洪水橋段近鍾屋村站附近與一輛旅遊巴相撞，列車攔腰撞向旅遊巴車身，事件導致30人受傷，2人傷勢較嚴重。輕鐵4條路線受影響（610, 615, 614, 751），藍地站至洪水橋站服務暫停。[53]
- 2019年2月14日晚上10時許，一輛開往田景方向的507線輕鐵列車（編號1114）於屯門鄉事會路近兆麟站與一輛往深圳灣口岸的城巴B3線雙層巴士相撞，輕鐵車頭插入城巴車廂內，城巴左車身被撞至穿洞，城巴車長聲稱看錯燈號引致車禍。兆禧站至兆麟站和三聖站列車服務暫停，期間港鐵安排免費接駁巴士行走受影響車站。[54][55]
- 2019年4月14日早上9時17分，一輛開往元朗方向的輕鐵列車（編號1052）於青山公路－洪水橋段田廈路交界路口近鍾屋村站時，與一輛左轉、掛有中港車牌貨車相撞。一男兩女輕鐵乘客受傷，現場一度有人被困，貨車左邊車身油缸被撞至凹陷。輕鐵4條路綫改道（610, 614, 615, 751），不停藍地站至洪水橋站。港鐵安排免費接駁巴士來往洪天路緊急月台至兆康。[56]
- 2021年2月4日下午1時許，一輛載有100名乘客開往天逸方向的751線輕鐵列車（編號1014）於鍾屋村站前100米與一輛貨車相撞，列車撞向貨車車尾，事件導致22人受傷，輕鐵4條路線受影響（610, 614, 615, 751），藍地站至洪水橋站輕鐵服務一度暫停。
- 2021年11月3日早上6時23分，一列761P列車（編號1025）於元朗站附近的安樂路路軌與一輛小巴（車牌KA3002）相撞，事件導致4人受傷，輕鐵4條路綫改道（610, 614, 615, 761P），不停塘坊村站至元朗站。
- 2023年10月4日早上9時34分，一列路線761P載客列車由元朗站5號月台開出後，與一列由1號月台駛出的不載客輕鐵列車在站內交匯處相撞，導致3名女乘客（46至76歲）受輕傷。港鐵初步不排除事故涉及人為因素。[57]
- 2023年10月27日晚上近7時，元朗屏山坑尾村輕鐵站有兩輛輕鐵相撞，造成至少24人受傷。涉事列車為761P線及751線，事後被拖至洪天路緊急月台。而車長被港鐵停職調查。[58]此事故已經是輕鐵3個月內發生第3次意外。立法會議員田北辰在社交平台Facebook形容事件「超離晒大譜」，要求港鐵交代安裝多重感應器的時間表，同時要求特首成立鐵路拓展署監察港鐵。[59]
- 2025年4月12日下午5時57分，一列駛往元朗的615線輕鐵（編號1132）駛至輕鐵車廠站的行人過路處時，撞倒一名31歲女子並捲入車底。涉事女子受輕傷，其後由消防員救出，清醒送往屯門醫院救治。事件不涉及刑事成分。

### 其他意外
- 1999年某日晚上，一輛私家車在新墟站附近誤闖輕鐵路軌。[60]
- 2004年9月10日，一輛往天逸的751綫列車（編號1202），在天榮路右轉往天瑞路時，一個車輪爆裂，導致後方轉向架出軌，無人受傷。
- 2009年12月31日，坑尾村站外一個非正式過路點，一名老翁被一761P綫列車（編號1004及1201）撞死，意外影響751及761P綫服務近2小時，約50班車受影響。其間，761P綫行走元朗及洪天路，751綫分段服務友愛至洪天路及天水圍至天逸，近5千人轉搭來往洪天路緊急月台及天逸的緊急接駁巴士。
- 2011年8月9日早上近10時20分，一輛行走615綫往元朗總站的列車（編號1115）在亦園路路面平交道（泥圍站及鍾屋村站之間）攔腰撞及一輛左轉入亦園路的七人車的右邊車身，七人車被推前十多米至路軌上，女司機傷重死亡。[61]
- 2013年8月19日早上約8時55分，一列行走761P綫往天逸方向的拖卡列車（編號1046及1006）駛往樂湖站途中，在天湖路輕鐵平交道將一名疑衝燈橫越輕鐵路軌的67歲男子撞倒，該男子被捲入車底拖行50米，當場死亡。[62][63]
- 2015年4月13日中午近12時25分，一輛行走614綫往元朗總站的列車（編號1021）在何福堂站附近，撞倒一名26歲男途人，送院傷重不治。[64]
- 2016年1月4日早上6時許，一輛行走751綫往友愛的列車（編號1037）在藍地站附近，撞倒一對80多歲夫婦，送院丈夫不治，妻子則手腳受傷。[65]
- 2016年6月11日下午，一名彭姓50餘歲男子在天逸站下車，準備離開月台之際被正在追逐懷疑逃票乘客的港鐵職員大力撞開，彭報稱失足跌倒，胸口撞向扶手欄杆並墮下樓梯倒地，意外後他因傷停工3個月。港鐵回覆彭的信件僅稱對其「不愉快經歷深表同情及遺憾」，但指事件起因乃「該名在月台上奔跑及用力推開查票員的乘客的魯莾行為」引起，不承認事件乃公司過失或失職所致，亦因此「應毋須負上任何責任或賠償」。彭亦因為無法證明損害是由港鐵造成而遭法律援助署拒絕受理其法援申請。議員鄺俊宇批評港鐵令人失望，指其於連串醜聞上「大事甩轆小事甩漏」。[66][67]
- 2017年10月21日早上10時許，一名59歲港鐵外判清潔女工站在輕鐵元朗站761P綫月台（往天逸方向）邊沿，正與相鄰月台的同事打招呼，突然被一名56歲南亞裔、頭戴鴨舌帽男子從後伸出右手，不發一言地將女職員推落路軌，然後頭也不回離開，女職員下顎及手受傷，下巴需縫6針，左手需打石膏。警方20分鐘後在約100米外的蔡屋村發現該醉酒南亞漢大字形躺在地上，遂上前以涉嫌傷人將他拘捕[68]。該名57歲持香港身份證的巴基斯坦籍男子承認一項有意圖傷人罪，最終被判囚3年4個月[69]。
- 2018年5月5日早上8時許，青山公路近洪水橋一處輕鐵交匯處的架空電纜被一輛疑吊臂未有收好、駛經的吊臂車勾斷，導致輕鐵藍地站至洪水橋站電力供應中斷，服務受阻2小時，輕鐵路線需要改道。港鐵安排免費接駁巴士疏導乘客[70]。
- 2018年12月17日晚上8時許，一輛行走615P綫往屯門碼頭方向的列車（編號1098）在駛進新圍站時，撞倒一名正在橫過行人過路處的11歲男童，司機即時響號示警並煞停列車，但男童仍被捲入車底[71]。目擊者稱他被列車拖行一段距離，男童由消防及救護員救出送屯門醫院救治。新圍站至青松站列車服務暫停，港鐵安排了接駁巴士疏導乘客。
- 2019年10月4日晚上8時許，一輛停止服務的拖卡輕鐵（編號1037及1068）於屯門碼頭站被反修例運動示威者破壞，車門玻璃爆裂，駕駛室門更被打開，已回廠維修。
- 2019年10月13日早上8時許，一輛行走751綫往天逸方向的列車在鍾屋村站附近與一輛正沿亦園路行駛至輕鐵平交道上的客貨車相撞。輕鐵上沒有乘客受傷，客貨車上最少3名乘客受傷。港鐵表示翻查行車紀錄，事發時車長有按照交通燈號指示行車[72]。
- 2020年1月20日傍晚6時許，一名13歲男童踏單車經過青山公路與亦園路交界的行人過路處時，被一列往友愛方向的751綫輕鐵列車撞倒，重傷昏迷，送往屯門醫院搶救後不治。港鐵發言人指輕鐵列車當時有依循交通燈號行進[73][74]。
- 2020年3月28日早上8時許，輕鐵屯門大興（南）站附近，一列輕鐵（編號1117）與一輛私家車相撞，另有一名男途人橫過馬路時受傷昏迷，經搶救後不治。[75][76]
- 2020年8月29日晚上8時許，輕鐵屯門兆康站附近，一列輕鐵（編號1119）車輪偏離路軌，部分路綫服務受阻。港鐵車務營運總管黃琨暐表示，港鐵十分關注今次事故，向受影響乘客致歉，工程人員今晚會繼續在現場調查及復修，確保安全才恢復服務。受事故影響，614綫往元朗方向改道，不停杯渡站至鳳地站。614P綫往兆康方向亦要改道，不停杯渡站至鳳地站。黃琨暐說，已安排額外人手在受影響的車站協助乘客，亦已安排免費接駁巴士來往屯門至兆康。黃琨暐說，一輛往元朗方向的610綫單卡輕鐵，進入兆康站一號月台期間，車尾轉向架的車輪在一個道岔位置偏離路軌。當輕鐵停下來後，車長通知車務控制中心，車上約20名乘客安全離開車廂，無人受傷。[77]
- 2024年1月12日上午8時15分，一輛貨車沿友愛路駛入屯門鄉事會路，其吊臂因未有在使用後妥善收起，於橫跨輕鐵路軌時吊臂撞到輕鐵電纜，輕鐵電纜便除即倒下並擦出火花。警方接報到場後以涉嫌危機駕駛拘捕涉事50歲姓鐘司機，事件中無人受傷，244名乘客在消防協助下離開。事故導致輕鐵五條線（505, 507, 614, 614P, 751）需要改道行駛。於同日下午1時14分，港鐵宣佈電纜修復工作已經完成，輕鐵服務將會逐漸回復正常，歷時4時59分。[78]
- 2024年5月18日上午9時03分，一輛往屯門方向行駛的輕鐵，至鍾屋村站時意外脫軌。車上沒有乘客，事件中無人受傷。港鐵指，初步懷疑涉及路軌上外來物。事件導致4條輕鐵路綫改道（610，614，615，751），不停藍地站至洪水橋站。同時港鐵有免費接駁巴士，行走來往洪天路緊急月台至兆康，接載受影響車站的乘客。至當日中午12時45分，事故處理妥當，輕鐵服務逐步回復正常。[79]
- 2025年3月22日上午約7時，一輛夾斗車駛至天悅站附近期間，車上吊臂懷疑未有收好，導致損毀輕鐵電纜。事後導致天水圍區內三條輕鐵路線（705, 706, 751）需改道（兩條循環線不停天恆站至天水圍站；751線改經天耀站至天瑞站，不停翠湖站至天水圍站），港鐵同時安排免費接駁巴士。同日約上午10時，港鐵宣布電纜修復完畢，輕鐵服務逐步恢復正常，歷時約3小時。其後港鐵就事件報警，41歲夾斗車司機涉嫌危險駕駛被捕。

## 相關事件
- 2023年1月10日，社交平台Instagram流傳一段影片，片段中有3名青年曾分別爬上輕鐵市中心站與鳳地站月台頂部，並兩度跳上當時正載客的輕鐵列車車頂游車河，到達屯門站才從車頂跳下來。而港鐵在發現片段後已就事件報警，而案件亦交由警方網絡安全及科技罪案調查科跟進。同日晚上警方拘捕3名涉案青年，三人年齡介乎21－24歲，分别報稱为送貨員、機械維修員及學生，涉嫌觸犯未經許可在限制飛行區內進行飛行、妨擾罪及《香港鐵路條例》故意危害安全罪[80]。

## 未來發展

### 環保運輸走廊
2016年9月，香港政府公布經修訂的洪水橋新發展區建議發展大綱圖，當中劃出一條由天水圍站出發，圍繞區內，有支線直達流浮山，然後到新建洪水橋站的「環保運輸走廊」（Green Transit Corridor, ），並以路面無軌電車/環保巴士行駛。
2023年8月，政府再公佈最終相關研究報告，建議興建全長16公里的環保運輸走廊，途徑洪水橋/厦村、元朗南，接駁籌備中的屯馬綫洪水橋站及現有的天水圍站，亦連接輕鐵泥圍站及頌富站。研究仍建議以平面形式、非輕鐵延伸方式興建。有議員擔憂路面形式只會釀成交通擠塞問題，批評當局短視長遠發展。 

### 引入氫能列車
港鐵計劃於2024年下旬展開為期半年的「氫能列車」測試計劃。港鐵公司向高明有轨电车租借一列三卡低地台氫能列車作測試，並率先在建安站加建低地台月台協助列車試運行。6月27日，租借的該組列车运抵香港。该列车已完成测试并在同年12月20日送回佛山。

## 擱置計劃

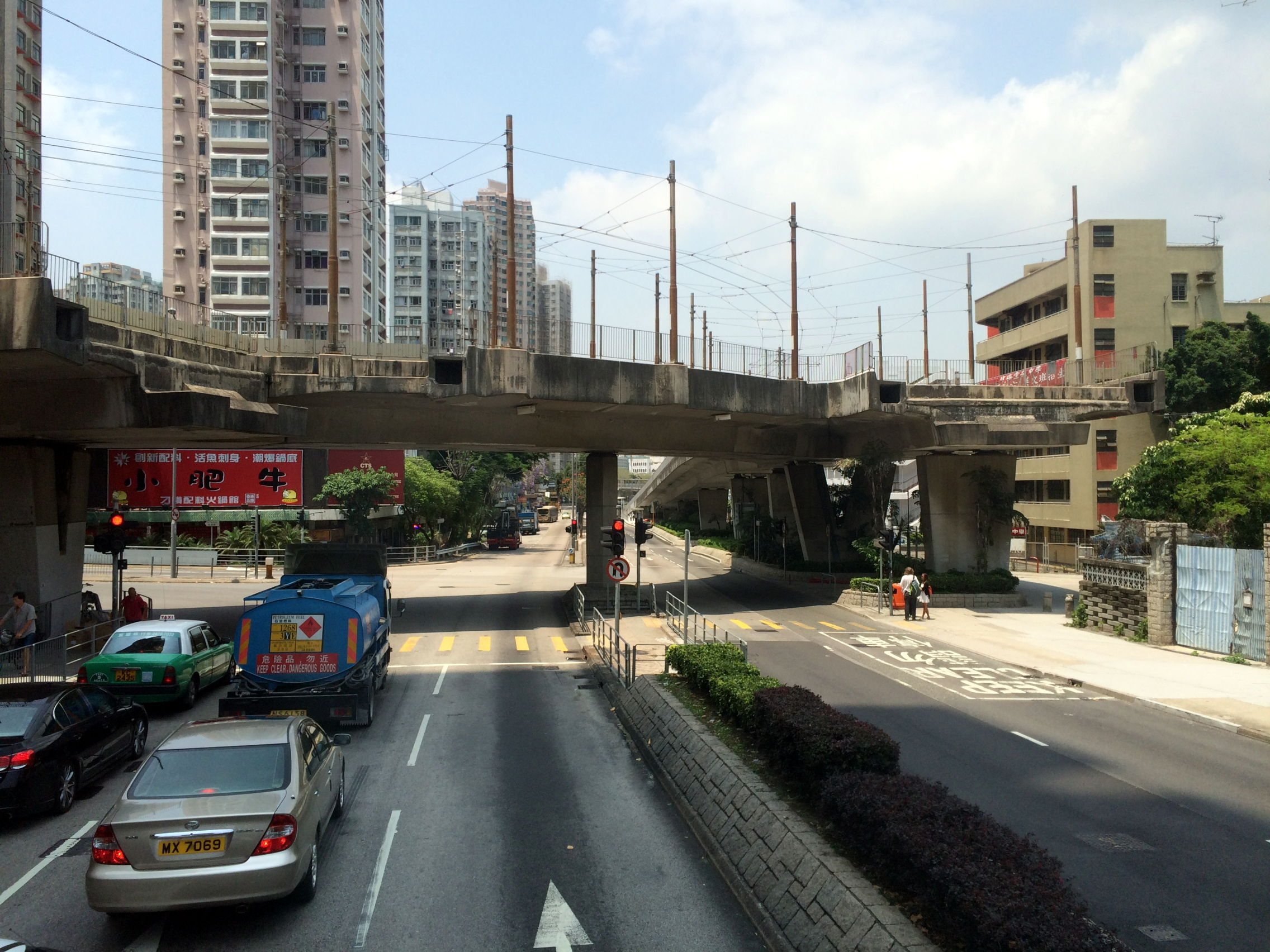
杯渡路東面高架橋預留位，其下道路是青山公路

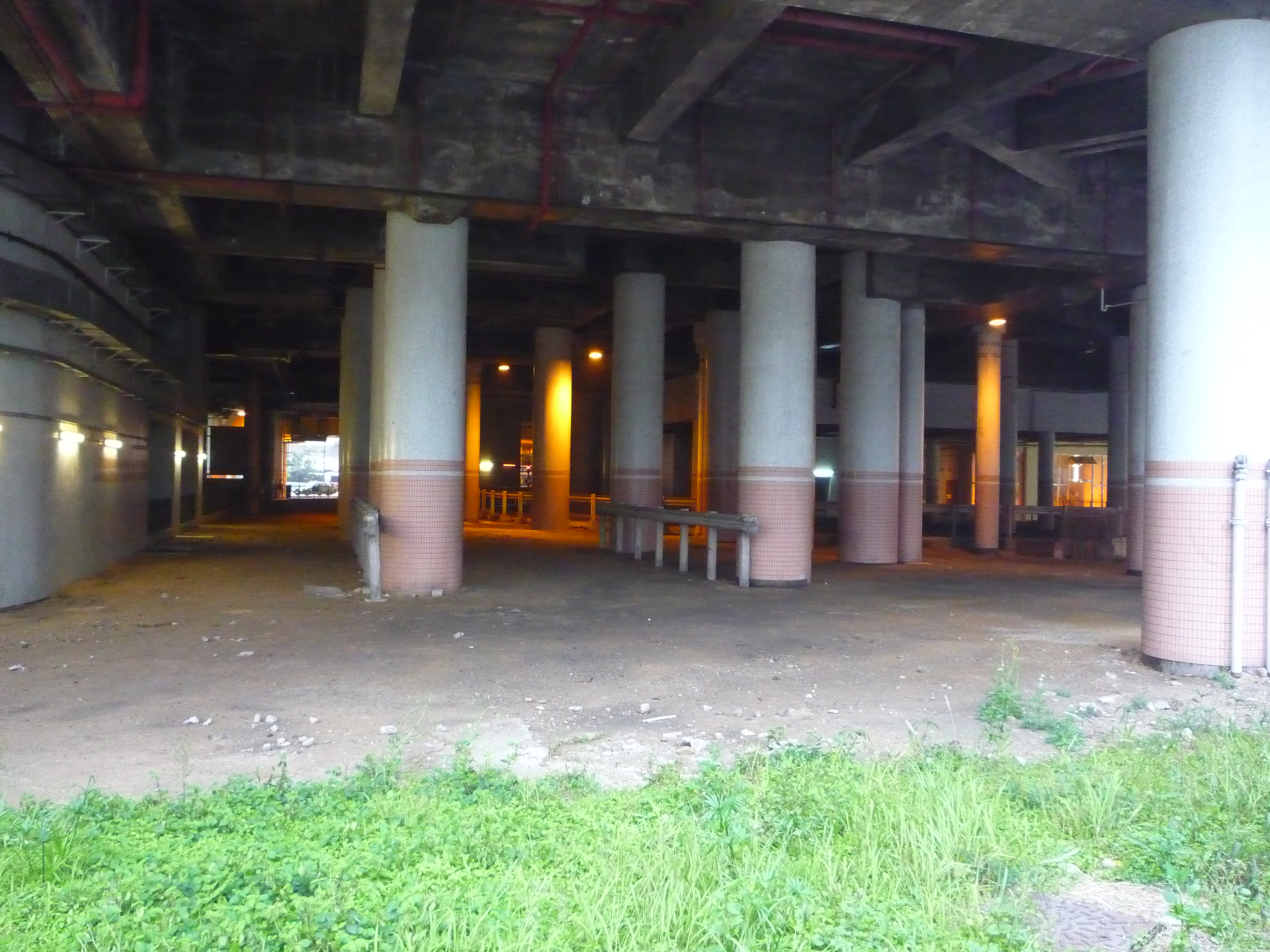
三聖站預留位

置樂支綫
杯渡站以東曾擬建立短程支綫，於杯渡站沿青山公路向東南行，連結至三聖站作總站，以應付屯門置樂花園一帶人口發展。現時於杯渡站南面仍可見橋躉有一個向南行的預留作丁字型分岔口，但沒有舖設路軌或電線；三聖站亦有預留空間原定作本支綫之總站。根據香港政府最新資料，部分預留土地會用來興建單車徑。
掃管笏支綫（黃金海岸支綫）
輕鐵路綫南面原定與青山公路一樣，以掃管笏或者荃灣為總站；因此三聖站設計為規模與屯門碼頭站或市中心站相約之大型總站／轉車站，成為屯門區的交通樞紐之一，預留空間用作日後興建支綫至掃管笏一帶之用；計劃沿青山公路伸延至愛琴海岸面向黃金海岸的空地作為總站。但原定延至荃灣及市區方案已由九廣西鐵（即今天的屯馬綫）取代，九鐵已於2007年明確放棄計劃；預留土地會用來擴闊青山公路及興建單車徑。
朗屏支綫（元朗北支綫）
朗屏邨附近有明顯預留位置，包圍朗屏邨南、東及北面，但沒有接駁青山公路的途徑；部分用地最終成為屯馬綫朗屏站一部分。由於已不可能再興建支綫，其餘土地已改作休憩處及道路等。
富泰支綫
景峰站以北原可興建支綫，沿青山公路連接至富泰邨。但由於需求不足，而接駁巴士可應付需要，故沒有興建。2007年1月嶺南大學有意徵用其中部分土地作教學及宿舍用途，然後九鐵表示放棄使用該土地，為項目開綠燈。現時該处已興建樓高20層的新教學大樓暨學生宿舍，新教學大樓命名為「郭少明伉儷樓」，宿舍分別命名為「黃浩川堂」及「伍絜宜堂」，三者於2012年落成。

## 相關電影製作
- 《地頭龍》（1990）
- 《皇家師姐中間人》（1990）
- 《幻愛》（2019）
- 《九龍不敗》（2019）[91]

### 新聞
- 《香港便覽 — 交通》，香港政府新聞處
- 《香港便覽 — 新市鎮及市區的新大型發展計劃》，香港政府新聞處
- 輕鐵司機憂乘客騷擾[] 東方日報，2006年4月2日
- 36萬輕鐵乘客無價減 明報，2006年4月13日
- 輕鐵結束20年壟斷局面[] 星島日報，2006年4月28日
- 輕鐵羅湖線重申無優惠 兩鐵合併政府文件[] 明報，2006年5月20日
- 輕鐵優先過路權或撤銷[] 明報，2006年6月16日
- 民主派八人被禁強闖輕鐵[] 星島日報，2006年10月7日
- 居民闖輕鐵軌遊行 九鐵指或追究 明報，2006年10月2日
- 輕鐵重組路線首個工作日操作大致正常市民需提早出門[] 亞視，2006年10月9日
- 區議員質疑九鐵申請禁制令阻示威違反人權法[] 東方日報，2006年11月4日
- 《輕鐵簡介（页面存档备份，存于）》，輕鐵網上客務中心（页面存档备份，存于）
- 輕鐵交匯處錯規劃頻見衝燈（页面存档备份，存于） 東方日報，2011年8月24日

## 外部連結
官方網頁
- 輕鐵官方網頁（页面存档备份，存于）
- 輕鐵行車時間表（页面存档备份，存于）
- 輕鐵轉乘優惠（页面存档备份，存于）

非官方網頁
- 輕鐵網上客務中心（页面存档备份，存于） - 含輕鐵巴士服務、輕鐵消息、輕鐵刊物等資料
- 香港鐵路車輛網：九廣輕鐵 - 含輕鐵歷史、照片等資料
- 輕之鐵人 - 含輕鐵歷史、照片等資料
- 輕便鐵路舊照片 （页面存档备份，存于） - facebook專頁「屯門舊照片」
- 香港鐵路大典上的相关条目：輕鐵